# Lijst van componisten voor harmonie- en fanfareorkesten en brassbands
Deze lijst bevat naast componisten die voor harmonie- en fanfareorkesten en brassbands hebben geschreven ook oudere componisten die vóór het ontstaan van deze orkesten muziek schreven voor blazersensembles.

## A
Torstein Aagaard-Nilsen -
Valter Aamodt -
Kunt Aasvik -
Isamu Abe -
Keiko Abe -
Komei Abe -
Ryotaro Abe -
Yuuichi Abe -
Josef Abel -
Lex Abel -
Yoshihiro Abiko -
Jean Absil -
Hiromi Adachi -
Tadashi Adachi -
Stephan Adam -
Bernardo Adam Ferrero -
John Adams -
Cedric Adderley -
Helen Adie -
Samuel Adler -
Ferdinand Adrien -
Georges Aeby -
Hans Aerts -
Vasili Agapkin -
Jacob Niclas Ahlström -
Harri Ahmas -
Kalevi Aho -
Kanat Akhmetov -
Toru Aki -
Toshio Akiyama -
Yasushi Akutagawa -
José Alamá Gil -
Pedro Pérez de Albéniz y Basanta -
Juan Alborch Miñana -
Rafael Alcaraz Ramis -
Les Aldrich -
Russell Alexander -
José Alfonso -
Kenneth J. Alford -
José Alfosea Pastor -
Hugo Alfvén -
Joseph P. D'Alicandro jr. -
George Allan -
Chris Allen -
Eugene W. Allen -
George Allen -
Virginia A. Allen -
Henk Alkema -
Atso Almila -
Francisco Alonso -
Eduardo Alonso-Crespo -
Lettie Beckon Alston -
Johann Ernst Altenburg -
Antonio Álvarez Alonso -
Germán Álvarez Beigbeder -
Afonso Alves -
Masamichi Amano -
Bakhtiyar Amanzhol -
Joan Albert Amargós -
Antonín Ambrož -
André Amellér -
Jean-Claude Amiot -
Fikret Amirov -
Raine Ampuja -
David Amram -
Joaquín Anaya -
Pierre Ancelin -
Beth Anderson -
Brendan Anderson -
Leroy Anderson -
Magnus F. Andersson -
Bernard Andres -
James Andrews -
Jurriaan Andriessen -
Louis Andriessen -
Pablo Anglés Galindo -
Guido Anklin -
Pieter van Anrooij -
Valentine Anzalone -
Susumu Aoki -
Hiroshi Aoshima -
Teodoro Aparicio Barberán -
Saskia Apon -
Mary Jeanne van Appledorn -
Bert Appermont -
Chieko Arai -
Jean-Baptiste Arban -
Kimberley Archer -
Arie den Arend -
Harold Arlen -
Malcolm Arnold -
Reiko Arima -
Lin Arison -
Luis Arraque -
José María Arredondo -
Mariano Arredondo -
Juan Crisóstomo de Arriaga -
Franco Arrigoni -
Perfecto Artola Prats -
Aleksandr Aroetjoenjan -
Yoshihiro Asano -
José Vicente Asensi Seva -
José Pascual Asesio Orús -
Joseph Ascher -
Frederic H. Ashe -
Derek Ashmore -
Miguel Asins Arbó -
Blas Emilio Atehortúa -
Kurt Atterberg -
Augusta van Hannover -
Maxime Aulio -
Georges Auric -
Antero Ávila -
Jacob Avshalomov

## B
Kees van Baaren -
Marcel Baars -
P.D.Q. Bach -
Henk Badings -
Sven-Erik Bäck -
Frank Van Baelen -
Edwin Eugene Bagley -
Ezra Mahon Bagley -
Jiří Baier -
Andrew Baker -
Robert Baksa -
Leonardo Balada -
Guillaume Balay -
Árpád Balázs -
Tryggvi Baldvinsson -
Andrew Balent -
James Balentine -
Rob Balfoort -
Jean Balissat -
Eric Ball -
Michael Ball -
Brian Balmages -
Marcos Balter -
Gerhart Banco -
Siavosh Banihashemi -
Don Banks -
Jacques Ed Barat -
Joseph Edouard Barat -
Samuel Barber -
Joseph Barberá Ferrer -
René Barbier -
Francisco Asenjo Barbieri -
Lajos Bárdos -
Justin Barish -
Warren Barker -
Semjon Barlas -
Clifford P. Barnes -
James Barnes -
Charles Lloyd Barnhouse -
Gonzalo Barrachina Sellés -
Lester Barrett -
Roland Barrett -
Thomas Augustine Barrett -
Ary Barroso -
Joaquim Antonio Barroso Neto -
Darrol Barry -
Lorne Barry -
Mojmír Bártek -
Pierre Bartholomée -
Mariano Bartolucci -
Larry Barton -
Stanisław Bartosik -
Rodney Bashford -
Leonid Bashmakov -
Randol Bass -
Luigi Bassi -
Leslie Bassett -
Arnau Bataller -
Mason Bates -
Klaus Batlet -
René-Emmanuel Baton -
Antonio Baur -
Franz Baur  -
Josef Bayer -
Irwin Bazelon -
Gordon Bazsali -
Jeff Beal -
Norman Bearcroft -
Randy Beck -
James A. Beckel jr. -
Samuel Becker -
Alfred von Beckerath -
Arsène Becuwe -
David Bedford -
Robert Bedford -
Jan van Beekum -
Wil van der Beek -
Ludwig van Beethoven -
Tracy Behrman -
Sadao Bekku -
Llorenç Belda i Juan -
Carl Michael Bellman -
Paolo Belloli -
Hermann Bellstedt -
Karel Bělohoubek -
Edson Beltrami -
Frank Bencriscutto -
Constantin Bender -
Jean-Valentin Bender -
David Bennett -
Harold Bennett -
Richard Rodney Bennett -
Robert Russell Bennett -
Peter Benoit -
Warren Benson -
Albert Benz -
Olav Berg -
Gilius van Bergeijk -
Robert van Beringen -
Luciano Berio -
Hector Berlioz -
Derek Bermel -
Manuel Berná García -
Frank Bernaerts -
Emile Bernard -
Georges Bernard -
Jean Bernard -
John Berners -
René Bernier -
Elmer Bernstein -
Leonard Bernstein -
Pietro Berra -
Jean-Luc Bertel -
Joseph Bertolozzi -
Agustín Bertomeu Salazar -
José María Bertomeu -
Henri Montan Berton -
Moisès Bertran -
Franz Berwald -
William Berz -
Thierry Besançon -
Jean-Michel Besse -
Adil Bestybaev -
Bernard van Beurden -
Thomas Samuel Beversdorf -
Frederick Beyer -
Stefan Beyer -
Bhumibol Adulyadej -
Gillian Bibby -
Heinrich Ignaz Franz Biber von Bibern -
Jakob Bichsel -
Friedrich H.E. Bicknese -
Brian Biddle -
Thomas Bidgood -
Léon Biessen -
Jerry H. Bilik -
Edward Bilous -
Jaroslav Bílý -
Judith Bingham -
Edwin Binding -
Malcolm Binney -
Zinovij Jurjevitsj Binkin -
Jeffrey Bishop -
Laurence Bitensky -
Petrus Bernadus Bisselink -
Zbyšek Bittmar -
Boris Blacher -
Joel Blahnik -
Jodie Blackshaw -
Lino Blanchod -
Maria Theresia Bland -
Gonzalo Blanes Colomer -
Luis Blanes -
Luis Blanes Arques -
Jules Blangenois -
John Blanken -
Hermann Ludwig Blankenburg -
Amando Blanquer Ponsoda -
Matthieu Frédéric Blasius -
Pierre Blasius -
Benjamin Blasko -
Arthur Bliss -
John Bliss -
Karl Birger Blomdahl -
Nancy Bloomer Deussen -
Franz von Blon -
Robert Blum -
David Bobrowitz -
Eduardo Boccalari -
Nicolas Bochsa -
Jay Bocook -
John Boda -
Stanley Boddington -
G. Bradley Bodine -
Gerard Boedijn -
Rudy Böhmer -
Meindert Boekel -
Eduard de Boer -
Scott Boerma -
István Bogár -
István Bognár -
William Bolcom -
Claude Bolling -
Walter Bonadè -
Claudio José Boncompagni -
Victoria Bond -
Fernando Bonete Piqueras -
Luiz Bonfá -
James Bonney -
Charles L. Booker, Jr. -
Jo van den Booren -
Walter Halson Boorn -
Olivier Boreau -
Oscar Borg -
Elliot Del Borgo -
Antonín Borovička -
Francisco Arturo Bort Ramón -
Menno Bosgra -
Francis Saltus Van Boskirck -
Jean-Yves Bosseur -
Jan Bosveld -
Will Gay Bottje -
Derek Bourgeois -
Francis de Bourguignon -
Roger Boutry -
Nicolaas Arie Bouwman -
Judith van Boven -
John Boyd -
Brian Boydell -
Andrew Boysen -
Eugène Bozza -
Jos van de Braak -
Johannes Brahms -
John Brakstad -
Florian Bramböck -
Pedro Braña Martínez -
Luís de Freitas Branco -
Geoffrey Brand -
Michael Brand -
Brandeau -
Henry Brant -
Jindřich Brejšek -
Carolyn Bremer -
Adam F. Brennan -
Sean Brennan -
Gaston Brenta -
Cesar Bresgen -
Tomás Bretón Hernández -
Willem Breuker -
Tom Brevik -
Juri Briat -
Thomas Briggs -
Keith Brion -
Eugen Brixel -
Brenton Broadstock -
Timothy Broege -
Kurt Brogli -
Jeffrey Brooks -
Dirk Brossé -
Salvador Brotons -
Miguel Brotóns Pérez -
Leo Brouwer -
Geert Brouwers -
Richard E. Brown -
Jerry Brubaker -
Dave Brubeck -
Klaus-Peter Bruchmann -
Anton Bruckner -
François-Julien Brun -
Steven Bryant -
Gavin Bryars -
Peter Brydon -
Jason Thorpe Buchanan -
A. Bucher -
Helen Buchholtz -
Bob Buckley -
John Buckley -
Lewis J. Buckley -
Barbara Buehlman -
Mario Bürki -
Paul Büttner -
Joseph-David Buhl -
Yves Bouillot -
Gert D. Buitenhuis -
Daniel J. Bukvich -
Stephen Bulla -
Jack Bullock -
Waymon Bullock -
Dionisio Buñuel Gutiérrez -
Simon Burgers -
Ladislav Burlas -
Patrick Burns -
Michael Burritt -
Valéry Bury -
Arthur Butterworth

## C
Juan Cabanilles Barberá -
Howard Cable -
Peter Cabus -
John Cacavas -
Luis Cáceres -
Antonio Cafarella -
John Cage -
Louis Cahuzac -
Lucien Cailliet -
Agostinho Diniz da Cunha Caineta -
Mario Cairoli -
Francisco Calderón -
Bill Calhoun -
Roger Calmel -
Sven Van Calster -
Morley Calvert -
Giuseppe Maria Gioacchino Cambini -
Giovanni Giuseppe-Maria Cambini -
Jillert Cammenga -
Mark Camphouse -
Frank Campo -
Antônio Carlos Neves Campos -
Karel Candael -
Aurelio Canelli -
Juan Enrique Canet Todolí -
Louis Canivez -
Christian Cannabich -
Joaquim Lluís Cano García -
César Cano Forrat -
Juan Cantó Francés -
Steven Capaldo -
Ezio Carabella -
José Carbonell García -
Rosario Carcione -
Francesco Cardaropoli -
Roland Cardon -
Luís Cardoso -
Carl Carl -
Gösta Carlsson -
José Ángel Carmona -
Gaetano Carola -
Eurico Carrapatoso -
Manuel Carrascosa Garcia -
Antonio Carrillos Colomina -
Fergal Carroll -
Martin Carron -
Charles Carter -
John Caruso -
Urban Carvalho -
Gregorio Casasempere Gisbert -
Alfredo Casella -
Rafael Casasempere Juan -
René Castelain -
Angelo Castellani -
Jacques Castérède -
François Henri Joseph Castil-Blaze -
Gabriel del Castillo -
Miguel Castillo -
Enrique Castro Gamarra -
Vicente Català Pérez -
Charles Simon Catel -
Jim Andy Caudill -
Ron Caviani -
Catterino Albertovitsj Cavos -
Emilio Cebrián Ruiz -
Jose Ramón Celares -
Francesc Cerdà Albiñana -
Friedrich Cerha -
Ignacio Cervantes -
José María Cervera Collado -
José María Cervera Lloret -
Javier Ces Calvo -
Franco Cesarini -
Ivo Ceulemans -
Jan Ceulemans -
Filip Ceunen -
Paulo C. Chagas -
Engelbert Chalopek - 
Robert Chamberlin -
William Paris Chambers -
Cécile Louise Stéphanie Chaminade -
Serafim Nunes Chamusca -
Dorothy Chan -
John Barnes Chance -
Dorothy Chang -
Siao-Fong Chang -
Ching-Wen Chao -
Ruperto Chapi y Lorenta -
Marcel Chapuis -
Jean-Jacques Charles -
Charlotte Augusta van Wales -
Bruce Chase -
Aram Chatsjatoerjan -
Jay Chattaway -
Isabelle Chauval-Lon -
Carlos Chávez -
John Cheetham -
Dang Chen -
Yi Chen -
Yu-Chou Chen -
Luigi Carlo Zanobi Salvadore Maria Cherubini -
Tony Cheseaux -
Lawrence W. Chidester -
Hugo M. Chinesta -
Hirosi Chinto -
Daniel Chisham -
Loris Ohannes Chobanian -
Leonce Chomel -
Yiew-Kwang Chong -
Wen-Chung Chou -
Tichon Nikolajewitsj Chrennikov -
James Christensen -
Federico Chueca y Robres -
Salvador Chuliá Hernández -
Yiu-Kwong Chung -
Franz Cibulka -
Roger Cichy -
Matty Cilissen -
Miroslav Císař -
Alan Clark -
Andy Clark -
Larry Clark -
Paul Clark -
Reber Clark -
Herbert L. Clarke -
Nigel Clarke -
Andy Classen -
Robert Clerisse -
José Climent Barber -
Eric Coates -
Jan Cober -
Genaro Codina -
Alexandre Coelho -
Ruy Coelho -
Johannes Meinardus Coenen -
Gesualdo Coggi -
Francis Coiteux -
Michael Colgrass -
Jos Collijns -
Florence Collin -
Juan J. Colomer -
Jim Colonna -
Richard Comello -
Xavier Comesanha -
Alexander Comitas -
Joseph Compello -
Matt Conaway -
Jo Conjaerts -
Bill Connor -
Eric Conrad -
August Conradi -
Patrick Conway -
Eric Cook -
Peggy Stuart Coolidge - 
Aaron Copland -
John Corigliano -
Silvio Coriglione -
Veerle Cornelis -
David Antunes Correia -
Bernardo Cortés -
Vicente Cortés Fernández -
Steve Cortland -
Roland Coryn -
François Coqueterre -
Vladimir Cosma -
Leland A. Cossart -
Ilídio Costa -
Javier Costa Císcar -
Douglas Court -
Catterino Covas -
Henry Cowell -
Ray E. Cramer -
Giuseppe Creatore -
Jean-Marie Cremer -
Alain Crépin -
Paul Creston -
Fulvio Creux -
Emily Crocker -
Donald Crockett -
Robert Cronin -
Timothy Robert Crowley -
Adrian Cruft -
Bernhard Henrik Crusell -
Andrea Csollány -
Francisco Cuesta Gómez -
Barton Cummings -
Viet Cuong -
James Curnow -
Frederic Curzon -
Guy Cuyvers -
Carl Czerny -
Alfons Czibulka

## D
Piet Daalhuisen -
Larry Daehn -
Jean Daetwyler -
Dieudonné Dagnelies -
Balduin Dahl -
Ingolf Dahl -
Joseph-André Daigneux -
Melanie Ruth Daiken -
Nicolas-Marie d'Alayrac -
Nicolas-Marie Dalayrac -
Martin Dalby -
Guillermo Dalia Cirujeda -
Alexandre Dalóia -
Eugene Damare -
Helge Damberg -
P. Damiani -
Wilhelm Gustav Damm -
A. Damnjanovic -
Ikuma Dan -
Richard Danielpour -
Greg Danner -
Javier Dárias -
Enrico Dassetto -
Alessandro Data -
Michael Daugherty -
James R. Daughters -
Nathan Daughtrey -
James Michael David -
Cedric Thorpe Davie -
Carl Davies -
Henry Walford Davies -
Leonard Davies -
Albert O. Davis -
Michael Davis -
William Davis -
Armand De Baeremaeker -
Auguste De Boeck -
Marcel De Boeck -
Emiel De Cloedt -
Geert Deforche -
Arthur De Greef -
Théo De Joncker -
Jos de Klerk -
Michel-Richard Delalande -
Raffael Dell'Aquila -
Massimiliano Della Rovere -
Davide Delle Cese -
Enrico Del Lungo -
Joseph DeLuca -
Jan De Maeyer -
Louis De Meester -
Gustaaf De Pauw -
Guido De Ranter -
Gustave De Roeck -
Karel De Schrijver -
Maarten De Splenter -
Karel De Wolf -
Nazaire De Wolf -
Csaba Deak -
Raymond Deane -
János Decsényi -
Thierry Deleruyelle -
Rita Defoort -
René Defossez -
Tom de Haes -
Frans Corneel D'Haeyer -
Théodore DeJoncker -
Marc van Delft -
Michiel van Delft -
José Manuel Delgado Rodríguez -
Michel Delgiudice -
Alyre Delhaye -
Lorenzo Della Fonte -
Justin Dello Joio -
Norman Dello Joio -
Joseph Orlando Deluca -
Curt DeMott -
Thomas Dempster -
Jules Denefve -
Louise Denny -
Walter Deodati -
Roger Derongé -
Paul Dessau -
Nancy Bloomer Deussen -
François Devienne -
Jacques Devogel -
Frédéric Devreese -
Godfried Devreese -
Pascal Devroye -
Robin Dewhurst -
David Diamond -
Nicholas DiBerardino -
Juan Lois Diéguez -
Emma Lou Diemer -
Alphons Diepenbrock -
Caspar Diethelm -
Boris Aleksandrovitsj Diev -
Karel van Dijck -
Joop van Dijk -
Loek Dikker -
Anthony DiLorenzo -
Georgi Dimitrov -
Vincent d'Indy -
Michael Djupstrom -
Simon Dobson -
Stephen Dodgson -
Anton Dörfeldt -
Koji Doi -
Vivian Domenjoz -
Alberto Dominguez -
Désiré Dondeyne -
Gaetano Donizetti -
Giuseppe Donizetti Pasha -
Ricardo Dorado Janeiro -
Salvador Hidalgo Dorado -
Thomas Doss -
Hermann Dostal -
Zane Douglass -
George Dougthy -
Kenneth Downie -
Joseph H. Downing -
Lamont Downs -
Roger Doyle -
James Drake -
Erwin Dressel -
Paul Drury -
Jiří Družecký -
Charles Edward Duble -
Yvon Ducène -
Yury Dudkevich -
John Duffy -
Thomas C. Duffy -
Guy Duijck -
Guy Duker -
Philippe Dulat -
Isaak Dunajevskij -
Andrew Duncan -
François Dunkler sr. -
François Dunkler jr. -
Frans Dunkler -
F. Vivian Dunn -
Pierre Léon Dupont -
Luc Dupuis -
A. Duroc -
William J. Duthoit -
Henri Dutilleux -
Frédéric Nicolas Duvernoy -
Antonín Dvořák -
Ken Dye -
George Dyson -
David Dzubay

## E
Christian Earl -
David Eastmond -
Frank Ecker -
Franz Eckert -
John Edmondson -
John F. Edmunds -
Lasse Eerola -
José Vicente Egea Insa -
Philip Egner -
Yoshi Eguchi -
Daisuke Ehara -
Joshua Eikenberry -
Richard Eilenberg -
Anders Ekdahl -
Ejnar Eklöf -
Hans Eklund -
Halim El-Dabh -
André-Frédéric Eler -
Edward Elgar -
Jonathan Elkus -
Chuck Elledge -
David Ellerby -
Martin Ellerby -
Edward "Duke" Ellington -
Zo Elliott -
Robert Ely -
Ty Alan Emerson -
Stephen Emmons -
Yukio Endo -
Frank Erickson -
Jan Eriksen -
Ferenc Erkel -
Pablo Escande -
Eduardo Escobar de Rivas -
José Espí Ulrich -
John Estacio -
Francisco Esteve Pastor -
Joaquim Esteve i Vaquer -
Dennis O. Eveland -
Johan Evenepoel -
Eric Ewazen -
Ernest van der Eyken

## F
Quinto Fabbri -
Gaetano Fabiani -
Elisenda Fábregas -
Jan Fadrhons -
Philipp Fahrbach sr. -
Maurice Faillenot -
Mohammed Fairouz -
Leonard Falcone -
Nicholas D. Falcone -
Manuel de Falla -
Antonin-Xavier Farigoul -
Antal Farkas -
David Farnon -
Robert Farnon -
Ray Farr -
Eibhlis Farrell -
Nathan Farrell -
Albert Fasce -
Peter Fassbänder -
Paul Robert Marcel Fauchet -
Gabriel Fauré -
Gérard Favere -
Pascal Favre -
Peter Feigel -
Eric Feldbusch -
Enrique Fernández Arbós -
Jesús Fernández Vizcaíno -
Alan Fernie -
Ferrer Ferrán -
José María Ferrero Pastor -
Daniel Ferrero Silvaje -
Raul Carrion Ferris -
François-Joseph Fétis -
Zdeněk Fibich -
Mário Ficarelli -
Robert Fienga -
Peter Fihn -
Juraj Filas -
Giuseppe Filippa -
Vittorio Filippa -
Henry Fillmore -
Robert Finn -
Ross Lee Finney -
Michael Finnissy -
Eric Fischer -
Gustav Fischer -
Gerhard Fischer-Münster -
Luboš Fišer -
Dennis Fisher -
Nicolas Flagello -
Carl Flangkeiser -
Aloys Fleischmann -
Alan Fletcher -
Percy Fletcher -
Ernst Wilhelm Floessel -
Marius Flothuis -
Freiherr Friedrich von Flotow -
Cynthia Folio -
Georges Follman -
Alexandre Fonseca -
Manuel Font Fernández de la Herrán -
Jan Magne Førde -
Jacqueline Fontyn -
Ralph Ford -
Trevor J. Ford -
Leland Forsblad -
Timo Forsström -
M. H. Forster -
Aldo Rafael Forte -
Viktor Fortin -
Lukas Foss -
Robert E. Foster -
Daniel Foubert -
Arthur Frackenpohl -
Jean Françaix -
Pedro Joaquín Francés Sanjuán -
Arnold Franchetti -
José María Franco Ribate -
Carl Frangkiser -
Fred L. Frank -
Marian Frankowski -
Joan Franks-Williams -
Amandus Frans -
Willy Fransen -
John Frantzen -
Carlos Franzetti -
Bruce Fraser -
Fraver -
Dorothy Whitson Freed -
Mark Freeh -
Don Freund -
Géza Frid -
Alessandro Maria Antonio Frixer Fridzeri -
Carl Friedemann -
J. Friedrich -
Charles Frison -
Johannes Fritsch -
Gregory Fritze -
Paul Fromin -
Tommy J. Fry -
Julius Fučík -
Georg Friedrich Fuchs -
Laureano Fuentes -
Georg Fürst -
Hiroyuki Fujikake -
Dai Fujikura -
Gemba Fujita -
Shiro Fukai -
Zenji Fukami -
Shigeru Fukuda -
Yosuke Fukuda -
Hirokazu Fukushima -
Takahiro Funamoto -
Jean Furgeot -
Motonobu Futakuchi -
Johann Joseph Fux

## G
Charles Gabriel -
Andrea Gabrieli -
Giovanni Gabrieli -
Gary Gackstatter -
Kurt Gäble -
Massimo Gaia -
Gustav Gaigg -
Rossano Galante -
Nancy Galbraith -
Boris Galdo -
Blas Galindo -
Alberto Galimany -
Charles Gallagher -
Jack Gallagher -
Ryan Gallagher -
Michael Gandolfi -
Gustave Louis Ganne -
Louis-Gaston Ganne -
Johann Gansch -
Jesús García Leoz -
Ramón García Soler -
Ignacio García Vidal -
Rafael Garrigós García -
Mike Garson -
Louis Gasia -
Giorgio Gaslini -
Serge De Gastyne -
George Gates -
Giancarlo Gazzani -
François René Gebauer -
Michel Joseph Gebauer -
John Maxwell Geddes -
Henry Geehl -
Robert Geisler -
Lucien Gekiere -
Bill Geldard -
Wolfgang Gentner -
Harald Genzmer -
Ryan George -
Thom Ritter George -
Joaquín Gericó Trilla -
Luigi di Ghisallo -
Luis Gianneo -
Vittorio Giannini -
John Gibson -
Antony Gilbert -
Jay Gilbert -
Michael Gilbertson -
David Gillingham -
Don Gillis -
Bernard Gilmore -
Patrick Sarsfield Gilmore -
Paul Gilson -
Jerónimo Giménez y Bellido -
Jeronimo Gimenez -
Alberto Ginastera -
Bruno Giner -
Rafael Giner Estruch -
Salvador Giner y Vidal -
Frede Gines -
Caesar Giovannini -
François Giroust -
Julie Giroux-West -
Svein Henrik Giske -
Luc Gistel -
Werner Wolf Glaser -
Stuart Glazer -
Aleksandr Glazoenov -
Alexander Glazoenov -
Reinhold Glière -
Vinko Globokar -
François Glorieux -
Andrew Glover -
Christoph Willibald Gluck -
David Gluck -
Dan Godfrey -
Daniel S. Godfrey -
Sofia Goebaidoelina -
John Dean Goffin -
Zechariah Goh Toh Chai -
Josef Golde -
Siegmund Goldhammer -
Michael Golding -
Edwin Franko Goldman -
Richard Franko Goldman -
William Goldstein -
John Golland -
Antônio Carlos Gomes -
Juan Gonzalo Gómez Deval -
Domingo Julio Gómez García -
Eugenio Gómez García -
Vicente Gómez-Zarzuela y Pérez -
José Salvador González Moreno -
Gerónimo Gonzáles -
Daniel Goode -
Stephen Kent Goodman -
Gordon Goodwin -
Ron Goodwin -
Rob Goorhuis -
Adam Gorb -
Philip Gordon -
William Gordon -
David Gorham -
Philip Gorts -
François-Joseph Gossec -
Albert Gossez -
Ida Gotkovsky -
Michael Davidovitsj Gotlib -
Yo Goto -
Arthur Gottschalk -
Louis Moreau Gottschalk -
Morton Gould -
Charles Gounod -
Theodore Gouvy -
Hermann Grabner -
Michael Grady -
Peter Graham -
Manolo Gracia -
Claudio S. Grafulla -
Joe Grain -
Percy Aldridge Grainger -
Enrique Granados -
Donald Grantham -
José Grau Benedito -
Francisco Grau Vegara -
Jonathan Green -
Joni Greene -
John A Greenwood -
Jack Gregory -
Edward Gregson -
André Ernest Modeste Grétry -
Ton van Grevenbroek -
Rob Grice -
Edvard Grieg -
Irena Grieg -
Koos van de Griend -
Jon Jeffrey Grier -
Charles Griffith -
Roxelio Groba -
Launy Grøndahl -
Ferde Grofé -
Hugo de Groot -
Murray Gross -
Clare Grundman -
Per Grundström -
Albert Grundt -
Stephen Michael Gryc -
Nikoloz Gudiashvili -
Mozart Camargo Guarnieri -
Ralph R. Guenther -
Jacinto Guerrero y Torre -
Max Guillaume -
Alexandre Guilmant -
Friedrich Gulda -
László Gulyás -
Victor L. Gumma -
Joseph Gungl -
Takashi Gunji -
Jesús Guridi Bidaola -
Ille Gustafsson -
Giuseppe Guttoveggio

## H
Paul Haack -
Jacob de Haan -
Jan de Haan -
Otto Haas -
Hellmut Haase-Altendorf -
Don Haddad -
Jan Hadermann -
Albert Häberling -
Anton Haeck -
Jean-Pierre Haeck -
Pius Haefliger -
Ben Haemhouts -
Georg Friedrich Händel -
Daron Aric Hagen -
Karl Haidmayer -
Adolphus Hailstork -
Julius Hait -
Boris Hajdušek -
Milt Hall -
Robert Browne Hall -
Johan Halvorsen -
Jack Ham -
Asger Hamerik -
Maurice Hamers -
Johann Valentin Hamm -
Gerd Hammes -
Tomonari Hamura -
William Christopher Handy -
Joe Haney -
Mike Hannickel -
Jos Hanniken -
Adolf Hansen -
Torgny Hansen -
Howard Hanson -
Shelley Hanson -
Johannes Hanssen -
Jan Hanuš -
Hiroshi Hara -
Kazuko Hara -
John Harbison -
William Harbinson -
Michael A. Harcrow -
Lindsey C. Harnsberger -
Philip Harper -
Ken Harris -
Roy Ellsworth Harris -
Paul Hart -
Walter S. Hartley -
Karl Amadeus Hartmann -
Wilhelm Emilius Hartmann -
Hans Hartwig -
Jack Harvey -
Paul Harvey -
Roger Harvey -
Koichi Hasegawa -
Kunihiko Hashimoto -
Masaaki Hashimoto -
Viktor Hasselmann -
Itsuro Hattori -
Katsuhisa Hattori -
Koichi Hattori -
Raymond Hattori -
Tadashi Hattori -
Takayuki Hattori -
Joshua Hauser -
Willy Hautvast -
Simon Haw -
Ben Hawkins -
Scott R. Hawkinson -
Hirotsugu Hayakawa -
Masaaki Hayakawa -
Fumio Hayasaka -
Hikaru Hayashi -
Isao Hayashi -
Norito Hayashi -
Joseph Haydn -
Adriaan L. Hazebroek -
Bernard Hazelgrove -
Samuel R. Hazo -
Derek Healey -
Ira Hearshen -
Reginald Heath -
Wilfred Heaton -
Anthony Hedges -
John Clifford Heed -
Hans van der Heide -
Norman Heim -
John Heins -
Brent Heisinger -
Hermann Heiß -
Arthur Heldenberg -
Henk Heldoorn -
Andreas-Friedrich Heller -
Richard Heller -
Oscar van Hemel -
Max Hempel -
Kenneth Henderson -
Frans E. Hendrikx -
Michael Hennagin -
Hans Werner Henze -
Robert Heppener -
Sydney Herbert -
Victor Herbert -
Dieter Herborg -
Bruno Herff -
Urs Heri -
Hans Hermann -
Ralph Hermann -
Pieter Hermsen -
Rafael Hernández Moreno -
August Herrman -
Rudolf Herzer -
Jean Herzet -
Kenneth Hesketh -
Nigel Hess -
Landgraf Loedewijk VIII van Hessen-Darmstadt -
Jeff Hest -
Jacques Hetu -
Hans Heusser -
Ignacio Hidalgo -
Frigyes Hidas -
Jennifer Higdon -
John Higgins -
Ernst Hildebrand -
William H. Hill -
Anders Hillborg -
Quincy Hilliard -
Greg Hillis -
William Himes -
Paul Hindemith -
Paul Hindmarsh -
Mark Hindsley -
Kishio Hirai -
Tetsusaburo Hirai -
Hirokazu Hiraishi -
Yoshihisa Hirano -
Kishio Hirao -
Tomoaki Hirata -
Takekuni Hirayoshi -
Hayato Hirose -
Masakazu Hirose -
Ryohei Hirose -
Ryutaro Hirota -
Ira Hearshen -
Alun Hoddinott -
Steve Hodges -
Sydney Hodkinson -
Paul Höffer -
Bjørn Korsan Hoemsnes -
Anton Hofmann -
Norbert Hoffmann -
Henk Hogestein -
Brian Hogg -
Wataru Hokoyama -
Bill Holcombe -
Daniel Hollis -
Lajos Hollós -
Carl Holmquist - 
Borghild Holmsen -
Jan Holoubek -
David R. Holsinger -
Gustav Holst -
Imogen Holst -
Abe Holzmann -
Takanori Honda -
Arthur Honegger -
Naoyuki Honzawa -
Jef van Hoof -
Les Hooper -
Anatoliusz Horbowski -
Etsuko Hori -
Takihiro Hori -
Ryuichi Horikoshi -
Yoichi Horita -
Takaaki Horiuchi -
Toshio Horiuchi -
Joseph Horovitz -
James L. Hosay -
Takashi Hoshide -
Hiroshi Hoshina -
Takeo Hoshiya -
Toshio Hosokawa -
Kevin Houben -
Murray Houllif -
Bruce Houseknecht -
Nilo W. Hovey - 
Alan Hovhaness -
Egil Hovland -
Emily Howard -
George Howard -
Elgar Howarth -
James H. Howe -
Herbert Howells -
Henry Howey -
Shih-Hsien Hsu -
Jenö Hubay -
Paul Huber -
Ed Huckeby -
Eddie Huckridge -
Igor Hudadoff -
Adam Hudec -
Jiří Hudec sr. -
Viktor Hudoley -
Frank Hudson -
Will Huff -
Fred Huffer -
Getty H. Huffine -
Ted Huggens -
Arthur Wellesley Hughes -
William Hughes -
Shirou Hukai -
Ralph Hultgren -
Bertold Hummel -
Johann Nepomuk Hummel -
Donald Hunsberger -
Richard Hunyaczek -
Clarence E. Hurrell -
Helge Hurum -
Walter Hus -
Karel Husa -
Hans Felix Husadel -
Jere Hutcheson -
Wouter Hutschenruyter -
Sung Ho Hwang -
Søren Hyldgaard -
Carl Adolf Hyltén

## I
Anthony Iannaccone -
Giuseppe Iannotti -
Tormo Ibáñez -
Jacques Ibert -
Toshiharu Ichikawa -
Toshi Ichiyanagi -
Keizo Ideta -
Akira Ifukube -
Rafael Ignacio -
Fritz Ihlau -
Toshinari Iijima -
Nobuyoshi Iinuma -
Shin’ichirō Ikebe -
Satoshi Ikegami -
Sei Ikeno -
Satoshi Imai -
Shigeyuki Imai -
Masao Inagaki -
Takuzo Inagaki -
Yasutaki Inamori -
Peter Inness -
Takeshi Inoue -
José Insa Martínez -
Nino Ippolito -
Michail Ippolitov-Ivanov -
John Ireland -
Earl D. Irons -
Merle Isaac -
Ichiro Ishida -
Rika Ishige -
Tadaoki Ishihara -
Takao Ishikawa -
Mareo Ishiketa -
Kan Ishii -
Maki Ishii -
Sunao Isaji -
Toshi Isobe -
Nicolas Isouard (Nicolò de Malte) -
Atsuhiro Isozaki -
Masaki Itani -
Ken Ito -
Noboru Ito -
Yasuhide Ito -
Takuma Itoh -
Ryo Itotani -
Pedro Iturralde -
Nikolaj Pavlovitsj Ivanov-Radkevitsj -
Vera Ivanova -
Iosif Ivanovici -
Charles Ives -
Naohiro Iwai -
Saburo Iwakawa -
Shoji Iwashita -
José Manuel Izquierdo Romeu

## J
Tony Jabovsky -
Timothy Jackson -
Gordon Jacob -
Laurent Jacquier -
Hyacinthe Jadin -
Louis Emmanuel Jadin -
Cecil Harry Jaeger -
Stephan Jaeggi -
Robert Jager -
Erwin Jahreis -
Frits Jakma sr. -
Pascale Jakubowski -
Pertti Jalava -
Mats Janhagen -
Lorette Jankowski -
Jacob Jansen -
Kjetil Jansen -
Christiaan Janssen -
Eric Janssen -
Guus Janssen -
Harrie Janssen -
Laurent Jacquier -
Nicolas Jarrige -
Alfredo Javaloyes López -
Stanislav Jelínek -
Banon Jemy -
Darren W. Jenkins -
Joseph Willcox Jenkins -
Karl Jenkins -
Paul Jennings -
Bohuslav Jeremiáš -
Théo Jetten -
Fred Jewell -
Jaroslav Ježek -
Jerónimo Jiménez y Bellido -
José Manuel Jiménez Sánchez -
Akira Jin -
Vojtěch Matyáš Jírovec -
Josef Jiskra -
David John -
Jerker Johansson -
Carl Johnson -
Julian Johnson -
Laurie Johnson -
Stuart Johnson -
Timothy Johnson -
Donald O. Johnston -
Betsy Jolas -
André Jolivet -
Niccolò Jommelli -
Zdeněk Jonák -
David P. Jones -
Dean Jones -
Gareth Jones -
Jeffrey Jones -
Jesse Jones -
Joseph Jongen -
Léon Jongen -
José Jordà Valor -
Wilfred Josephs -
Henry Joslyn -
Enrique Juan Merín -
Miroslav Juchelka -
Wilhelm August Jurek -
James Jurrens -
André Jutras

## K
Dmitri Kabalevski -
Vlad Kabec -
Max Kaempfert -
Mauricio Kagel -
Minoru Kainuma -
Vasili Kalinnikov -
Grigory Markovitsj Kalinkovitsj -
Walter Kalischnig -
Jan Václav Kalivoda -
Daniel Kallman - 
Edvin Kallstenius -
Kotaro Kamei -
Michael Kamen -
Kazuyasu Kaminaga -
Yoichi Kamioka -
Isamu Kanai -
Kikuko Kanai -
Toru Kanayama -
Bin Kaneda -
Choji Kaneta -
Shigeru Kan-no -
Yoshihiro Kanno -
Sohei Kano -
Gia Kantsjeli -
David Kaplan -
Artur Kapp -
Juris Karlsons -
Brant Karrick -
Tolga Kashif -
Lucrecia Kasilag -
Toshiharu Kataoka -
Masami Katayama - 
Timo Katila -
Koichi Kawabe -
Shin Kawabe -
Masaru Kawasaki -
Motoharu Kawashima -
Ulysses Simpson Kay jr. -
Leif Kayser -
James Keays -
David Kechley -
Marvin E. Keefer -
Ed Keeley -
Thomas Keighley -
Béla Kéler -
Don Keller -
František Keller -
Ginette Keller -
Albert Edward Kelly -
Bryan Kelly -
Thomas C. Kelly -
Lothar Kempter -
Kent W. Kennan -
Marjory Kennedy-Fraser -
Vincent Kennedy -
Terry Kenny -
Willy Kenz -
Fred Kepner -
Gustave Kerker -
Gregory Kerkorian -
Brian Kershner -
Willem Kersters -
Mathieu Kessels -
Pieter Joseph Kessels -
James Kessler -
Daniel Kessner -
Albert Ketèlbey -
Otto Ketting -
Geert van Keulen -
Tristan Keuris -
Theodor Kewitsch -
Nelson Keyes -
Bryan Kidd -
William Kiefer -
Wilhelm Kienzl -
Peter Kiesewetter -
Eduard Kiesler -
Yukio Kikuchi -
Teruhiro Kikuichi -
Mark Kilstofte -
Kim Chung Gil -
Kim Eunhye -
Masami Kimura -
Kyle Kindred -
Jeffrey King -
Karl L. King -
Robert A. King -
Makiko Kinoshita -
John Kinyon -
Franz Kinzl -
Albert Kircher -
Vigilio Kirchner -
George T. Kirck -
Theron Kirk -
Kazuto Kitahara -
Michio Kitazume -
Yayoi Kitazume -
Richard Kittler -
Hikari Kiyama -
Bjørn Morten Kjærnes -
Werner Klebba -
Giselher Klebe -
Sales Kleeb -
Hendrik van Kleev -
Walter Klefisch - 
Leonhard Kleiber -
John Klein -
Josef Klein -
Manuel Klein -
Peter Kleine Schaars -
Henk Kleinmeijer -
George Kleinsinger -
Anton Klemm -
Hans-Gerd Klesen -
Josef Klička II -
Gilbert Klien -
Hans Kliment jr. -
Hans Kliment sr. -
Henri Kling -
Bogumil Klobučar -
John Klohr -
August Klughardt -
František Kmoch -
Peter Kneale -
Edward Knight -
Morris Knight -
Richard Knoch -
Charles Knox -
Thomas Knox -
Jo Knümann -
Toru Kobayashi -
Erland von Koch -
Frederick Koch -
Herbert Koch -
Markus Koch -
Otto Kockert -
Alois Kocourek - 
Zoltán Kodály -
Frits Koeberg -
Richard Koebner -
Charles Koechlin -
Herbert König -
Franz Königshofer -
Miroslav Könnemann -
Karl-Heinz Köper -
Willy Koester -
Edmund Kötscher -
Jan Koetsier -
Koh Chang-su -
Tomiko Kohjiba -
Karl Kohn -
Ellis Kohs -
Karel Kokelaar -
Harald Kolasch -
Karl Kolb -
Hans Kolditz -
Johann Koller -
Jean-Claude Kolly -
Petr Kolman -
Karel Komzák I -
Karel Komzák II -
Karel Komzák III -
Soichi Konagaya -
Jo Kondo -
Willi Konrad -
Paul Kont -
Simon Kooyman -
Vendelín Kopecký -
Barry Kopetz -
Georg Koppitz -
Peter Jona Korn -
Reijiro Koroku -
Karl Korte -
Thomas Koschat -
Yuji Koseki -
Boris Kosjevnikov -
Julius Kosleck -
Joseph Kosma -
Gregory Kosteck -
Viktor M. Kostelecký -
Dirk Koster -
Josef Kótay -
Georg Kothera -
Ton Kotter -
Rudolf Koumans -
Adriaan Kousemaker -
Boris Koutzen -
Joseph Kovács -
Mátyás Kovács -
Karel Kovařovic -
Hans Kox -
Kazuhiko Koyama -
Kiyoshige Koyama -
Sakunosuke Koyama -
Leopold Antonín Koželuh -
Leo Kraft -
William Kraft -
Emanuele Krakamp -
Johann Nepomuk Král -
Josef Král -
František Vincenc Kramář -
Georg Kramer -
Jonathan D. Kramer -
John Krance -
Anton Erich Kratz -
Anton Kraul -
Alois Kraus -
Charles Krauschaar -
Roland Kreid -
Joseph Kreines -
Karl Kreith -
František Krejčík -
Boris Kremenliev -
Ernst Křenek -
Edmund Kretschmer -
William F. Kretschmer -
Anton Krettner -
Conradin Kreutzer -
Rudolphe Kreutzer -
Rodolphe Kreutzer -
Johann Krieger -
Joe Krienes -
Karl Kroeger -
Franz Krommer -
Ian Krouse -
Henry Krtschil -
Kevin Krumenauer -
Ton de Kruyf -
Jan Krzywicki -
Ladislav Kubeš sr. -
Gail Kubik -
Augustin Kubizek -
Wolfgang R. Kubizek -
Antonín Kučera -
Eduard Kudelásek -
Elmer Takeo Kudo -
Joseph Küffner -
Hannes Kügerl -
Paul Kühmstedt -
Hermann Kuen -
Eduard Künneke -
Richard Kugler -
Friedrich Kuhlau -
Elzard Kuhlman -
Johannes Kuhlo -
Gary Kulesha -
Wilton Kullmann -
Hans Kummerer -
Rudolf Kummerer -
Ladislav Kupkovič -
Robert Kurka -
Edy Kurmann -
Keiichi Kurokawa -
Richard Kurth -
Tetsunosuke Kushida -
Jiro Kusano -
Keith Kusterer -
Ernst Kutzer -
Toivo Kuula -
Hiroaki Kuwahara -
Christopher Kuzell -
Julian Kwiatkowski -
Trend Kynaston -
Vilém Kyral

## L
Pierre Nelson Labole -
Henri-Joseph Labory -
Anthony LaBounty -
António Maria Catalão Labreca -
Jaroslav Labský -
Jiří Laburda -
Osvaldo Lacerda -
Amleto Lacerenza -
Giacomo Lacerenza -
Rosario Lacerenza -
Franz Lachner -
Paul Lacombe -
Paul Lacôme -
Guy Lacour -
Paul Ladmirault -
John Wesley Lafferty sr. -
Laurie J. Lafferty -
Homer C. LaGassey sr. -
Achille La Guardia -
Ian Laidler -
Teuvo Laine -
Mayhew Lester Lake -
Franz Lakony -
Michel-Richard de Lalande -
Édouard Lalo -
Angelo Lamanna -
John David Lamb -
Kevin G. Lamb -
Marvin Lamb -
Richard Lambert -
Silvio Lamberti -
Jean Lambrechts -
Robert William Lamm -
Robert Carson Lamm -
Ricardo Lamote de Grignon y Ribas -
Richard Lamote de Grignon -
Jens Bodewalt Lampe -
Serge Lancen -
Victor Landau -
Karl Landgrebe -
Leon B. Landowski -
Marcel Landowski -
Antonio Landriscina -
Philip Lane -
David Lang -
István Láng -
Max Lang -
Philip J. Lang -
Willy Lange -
Adolf Langer -
Johann Langer (1881-1944) -
Max Langer -
Willy Langestraat -
Otto Langey -
Gary Langford -
Gordon Langford -
Wilhelm Langheinrich jr. -
Honoré Langlé -
Philippe Langlet -
Louis Langlois -
Coby Lankester -
Joseph Lanner -
Henri Lannoy -
Robert Lannoy -
Lawrence Lapin - 
Pierre LaPlante -
André Laporte -
Julio Laporta Hellín -
Edward Largent jr. -
Johannes Petrus Laro -
Nick LaRocca -
Pasquale La Rotella -
Joaquin Larregla y Urbieta -
Libby Larsen -
Lars-Erik Larsson -
Mats Larsson Gothe -
Marcel Lasalmonie -
Wim Laseroms -
Wim Lasoen -
Josef Laßletzberger -
Gert Last -
Carl Latann -
Keith Parmeter Latey -
William P. Latham -
Gayle Lathrop -
Christian Lauba -
Franz Laumans -
Louis-Philippe Laurendeau -
Morten Lauridsen -
Paul Lavalle -
Calixa Lavallée -
Paul Lavender -
Wilfred Lawshe -
Daniel Lazarus -
Henry Lazarus -
Quirino Lazzarini - 
Giampaolo Lazzeri -
Adolf Leander -
Leonard Lebow -
Paul-Henri-Joseph Lebrun -
Clovis Lecail -
Michael Leckrone -
Charles Lecocq -
Ernesto Lecuona -
Florencio Ledesma Estrada -
Jacques Leduc -
Christopher Lee -
Dai-Keong Lee -
HyeKyung Lee -
Jack Lee -
Noël Lee -
William Franklin Lee III -
Young-Jo Lee -
Max Leemann -
Pieter Leemans -
Benjamin Lees -
Cecil B. Leeson -
Antoon van Leest -
Ton de Leeuw -
Adrianus Cornelis van Leeuwen -
Simon Petrus van Leeuwen -
Albert Lefèbvre -
Charles Édouard Lefèbvre -
Jean-Xavier Lefèvre -
Paul Le Flem -
Victor Legley -
Thomas Legrady -
Wilhelm Legrand -
Franz Lehár sr. -
Ferenc Lehár jr. -
Franz Lehár -
Julius Lehnhardt -
Leonard J. Lehrman -
Jukka-Pekka Lehto -
Erik W. G. Leidzén -
Mitch Leigh -
Friedrich Leinert -
Robert Leist -
Louis F. Leistikow -
Guillaume Lekeu -
Jeanne Leleu -
Hubert Lelièvre -
Deodatus Alphonse Lemaire -
Robert Lemay -
Aubert Lemeland -
Kamilló Lendvay -
Wouter Lenaerts -
Concetto Lentini -
Donald A. Lentz -
Wim Leo -
Beldon Leonard -
Angelo Pio Leonardi -
Leong Yoon Pin -
Andreas Leonhardt -
Bohuslav Leopold -
Virginio Leotardi -
Jos Lerinckx -
Charles Leroux -
Jean-François Lesueur -
Émile Lesieur -
John Lessard -
Charles Le Thière -
Ctibor Letošník -
Theodor Robert Leuschner -
Albert Leutner -
Paul Alan Levi -
Jules Levy -
Micah Levy -
Leonard Mark Lewis -
Malcolm Lewis -
Walter Lewis - 
Norman Leyden -
Li Huanzhi -
Alessandro Liberati -
Richard Lieb -
Josef Liehmann -
Auguste Liessens -
Albert Lietaert -
Henri Lietaert -
Giovanni Ligasacchi -
Wim D. van Ligtenberg -
Henk van Lijnschooten -
Catherine Likhuta -
Manuel Lillo Torregrosa -
Clifford P. Lillya -
Emile Limbor -
Paul Lincke -
Harry J. Lincoln -
Christian Lindberg -
Magnus Lindberg -
Wilhelm Lindemann -
Harris Lindenfeld -
Olof Lindgren -
Peter Joseph von Lindpaintner -
Scott Lindroth -
Vic Lingo -
Johann Georg Linike -
Heinz Georg Linke -
Jukka Linkola -
Robert Linn -
Karl Gottlieb Lippe -
Joris Lippens -
David Liptak -
Melba Liston -
Alexander Frame Lithgow -
Henry Charles Litolff -
Lowell Preston Little -
Wen-Jin Liu -
Luigi Livi -
David Livingston -
Achille Lizzi -
Virgilio Lizzi -
Llano -
Rafael Lledó García -
Vicente Lleó Balbastre -
Edward B. Llewellyn -
George Lloyd -
Graham Lloyd -
Norman Lloyd -
Hau-Man Lo -
Samuel Loboda -
Robert Lobovsky -
Dan Locklair -
Larry Lockwood -
Normand Lockwood -
Edward James Loder -
Paul Loeb van Zuilenburg sr. -
Edmund Löffler -
Willi Löffler -
Albert Löfgren -
Hanns Löhr -
Hermann Löhr -
Friedrich Löhrcke -
Leopold Loeser -
Frank Loesser -
Frederick Loewe -
Tom Löwenthal -
Robert Logan -
Wendell Logan -
Luigi Logheder -
Alois Loidl -
Luigi Lombardi -
Roman Lombriser -
Jean-Marie Londeix -
Edwin London -
David J. Long -
Newell Hillis Long -
Frederico Longás Torres -
Robert Longfield -
Biagio Edoardo Longo -
Ercole Agatino Longo -
Napoleone Longo -
Armand Lonque -
Edward Loos -
Nikolai Lwowitsj Lopatnikoff -
Santiago Lope Gonzalo -
Victor López -
Manuel Angulo López-Casero -
Eduardo López-Chávarri y Marco -
Manuel López Farfán -
Eduardo López Juarranz -
Manuel López-Quiroga Miguel -
Ronald Lo Presti -
Albert Lorenz -
Ricardo Lorenz -
Rudolf Lorenz -
Albert Loritz -
Howard Lorriman -
Albert Lortzing -
Frank Hoyt Losey -
Giuseppe Lotario -
Adolf Lotter -
Gustav Lotterer -
Gastone Lottieri -
Raymond Loucheur -
Ivana Loudová -
Jean Louël -
Arthur Lourié -
Alain Louvier -
Paul Lovatt-Cooper -
William J. Lovell -
William Lovelock -
George Lovett -
Donato Lovreglio -
Eleuterio Lovreglio -
Robert Lowden -
Perry George Lowery - 
Michele F. Lozzi -
Pei Lu -
Leighton Lucas -
Giulio Luccarini -
Domenico Lucilla -
Donald N. Luckenbill -
Hilmar Luckhardt -
Gustav Carl Luders -
Friedrich Lübbert -
Wilhelm Lüdecke -
Raymond Luedeke -
Werner Lüdeke -
Udo Lüdeking -
Ludwig Lürman -
Peter Lüssi -
Ernst Lüthold -
Michele Lufrano -
Alois Lugitsch - 
Jean-Daniel Lugrin -
Alexandre Luigini -
Angelo Domenico Luiso -
Zdeněk Lukáš -
Ray E. Luke -
Jean-Baptiste Lully -
Carl Lumbye -
Georg Lumbye -
Hans Christian Lumbye -
Tippe Lumbye -
Pablo Luna Carné -
Gudrun Lund -
Ivar Lunde jr. -
Bengt Lundin -
Per Lundkvist -
Torbjörn Lundquist -
Hermanus Thomas Lureman -
Fred Luscomb -
Don Lusher -
Carl Richard Luther -
Witold Lutosławski -
Elisabeth Lutyens -
Carl Lutz -
Guy Luypaerts -
Guy-Claude Luypaerts -
George Luyten -
Marc Lys -
Mykola Lysenko -
Henrik Lyssand

## M
Adrianus Joannes Maas -
Julius Maasberg -
Arie Maasland -
Gerhard Maasz - 
Teodulo Mabellini -
Wilson Drake Mabry -
Giuseppe Macchiotti -
Alfredo Macchitella -
Hamish MacCunn -
Edward MacDowell -
Luís Macedo -
Otmar Mácha -
Miloš Machek -
Ikuya Machida -
John Mackenzie-Rogan -
Andrew R. Mackereth -
John Mackey -
William H. Mackie -
James MacMillan -
Elizabeth Maconchy -
Larry MacTaggart -
Edward J. Madden -
Anton Mader -
Carl Mader -
Leevi Antti Madetoja -
Trygve Madsen -
Alberto Madureira da Silva -
Amand Maerten -
August Maes -
Ernest Maes -
Hermann Männecke -
Léon Maes - 
Jef Maes -
Daniele Maffeis -
Giulio Maffeis (1873-1937) -
Giulio Maffeis (1894-1975) -
Quinto Maganini -
Gaetano Magazzari -
Leopoldo Magenti Chelvi -
Mary Jane Mageau -
Silvio Maggioni -
Eugene C. Magill -
Roy D. Magnuson -
Shafer Mahoney -
Gustav Mahr -
Timothy Mahr -
Alfred Mahy -
Louis-Aimé Maillart -
Jean Baptiste Maillochaud -
Martin Mailman -
Vittorio E. Maiorana -
George Donald Mairs -
Charles-Albert Maiscocq -
Ernest Majo -
Yevgeni Petrovitsj Makarov -
Jan Maklakiewicz -
Johann Makos -
Andreas Makris -
Jaroslav Malina -
Geert Malisse -
William Joseph Maloof -
Richard Maltby sr. -
Vincenzo Maltese Fauci -
Michio Mamiya -
Riichiro Manabe -
František Maňas -
Luigi Manazza -
Luigi Mancinelli -
Claudio Mandonico -
Giuseppe Manente -
Cesare Manganelli -
Michele Mangani -
Johann Gottfried Hendrik Mann -
Daan Manneke -
Robert Mans -
Gian Battista Mantegazzi -
Simone Mantia -
Frank Mantooth -
Francesco Marchesiello -
Giulio Andrea Marchesini -
Luigi Marchetti -
Anne-Virginie Marchiol -
Lorenzo Marcolina -
Jaroslav Maren -
Romualdo Marenco -
Alfred Margis -
Bob Margolis -
Giuseppe Mariani (1840-1904) -
Giuseppe Mariani (1898-1982) -
Johan Marin -
Pietro Marincola -
Louis Marischal -
Seth Markham -
Josef Markovský -
Michael Markowski -
Miklós Maros -
Carlos Martins Marques - 
Carlos Manuel Pires Marques -
Ernesto Marquina Narro -
Pascual Marquina Narro -
J. Marquis -
Josef Marschang -
Roger Marsh -
Christopher Marshall -
Vicent Martí Ferrer -
Frank Martin -
Jacques Martin -
Johann Paul Ägidius Martin -
José María Martín Domingo -
Philip Martin -
Robert Martin -
Francisco José Martínez Gallego -
Josep Miquel Martínez Giménez -
Pascual Martínez Martínez -
José Martínez Peralto -
Ramón Martínez Segura -
Jean Paul Egide Martini -
Martini il Tedesco -
Russ Martino -
Maria de Lourdes Martins -
Bohuslav Martinů -
Emiel Henri Martony -
Tauno Marttinen -
Joseph Marx -
Manuel Mas Devesa -
Toshio Mashima -
David Maslanka -
Ramón Mas López -
Miguel Ángel Más Mataix de La Cañada -
Charles Mason -
Juan Vicente Mas Quiles -
Tiburtio Massaini -
Jules Massenet -
Jan Masséus -
Áskell Másson -
Erik Mast -
Bruto Mastelli -
Kozo Masuda -
Eduardo Mata -
Martín Matalon -
Miguel Ángel Fernández Mateu -
William James Mathias -
Gerardo Matos Rodríguez -
Alfonso Matrella -
Yoriaki Matsudaira -
Yoritsune Matsudaira -
Toshiaki Matsuki -
Teizo Matsumura -
Yoshio Matsuo -
Isao Matsushita -
Shinichi Matsushita -
Kinya Matsuura -
Shingo Matsuura -
Earl A. Mattei -
Marcel Mattheessens -
Gerhard Matthes -
René Matthes -
Colin Matthews -
Rodolfo Mattiozzi -
Josef Matys -
Anton Maurer -
Karl Maurer -
Matthew Mauro -
David Maves - 
Nicholas Maw -
Mathieu Max -
Everett Maxwell -
Peter Maxwell Davies -
Roger May -
Bert Mayer -
Kornel Mayer -
Harry S. Mayhall -
Albert Mayr -
Toshiro Mayuzumi -
Tommaso Mazzola -
Clark McAlister -
Scott McAllister -
Robert McAnally - 
W. Francis McBeth -
Cory J. McBride -
Robert Guyn McBride -
John McCabe -
Joseph C. McCanles -
Daniel McCarthy -
Frank McCarty -
Patrick McCarty -
W. Dwight McCaughey -
William McCauley -
Cort McClaren -
David S. McCosh -
D. Mark McCoy -
Earl E. McCoy -
Van McCoy - 
Byron B. McCulloh -
Harl McDonald -
Mark McDunn -
Benjamin George McFall -
Donald McGinnis -
Anne McGinty -
Edward McGuire -
Francis Howard McKay -
George Frederick McKay -
Neil McKay -
Barry McKimm -
William Thomas McKinley -
Barton McLean -
Priscilla McLean -
James McLeod -
Edward M. McLin -
Lansing D. McLoskey -
Catherine McMichael -
Stephen McNeff -
Colin McPhee -
Cindy McTee -
Frank W. Meacham -
Valentin Mechilina -
Gunnar Medberg -
Leonardo Medeiros Cymbron -
Tilo Medek -
Peter Meechan -
August Meeus -
Lode Meeus -
Friedrich Mehler -
André Mehmari -
Étienne Nicolas Méhul -
Franz Meier -
Alfons Meier-Böhme -
Johan de Meij -
Chiel Meijering -
Albert Meijns -
Willem Meijns -
Emil Meinardus -
Paul Meinhold -
J. Meister -
Scott Meister -
Stephen Melillo -
Manu Mellaerts -
Cornelius Marten Mellema -
Bjørn Mellemberg -
Arne Mellnäs -
Theodore Melyan -
Laurent Menager -
Tanner Menard -
Karl-Heinz Mendelson -
Felix Mendelssohn Bartholdy -
Rafael Méndez -
François Menichetti -
Peter Mennin -
Gian Carlo Menotti -
Giuseppe Saverio Mercadante -
Johnny Mercer -
Leonard Viktor Meretta -
Oskar Merikanto -
Robert Mersey -
Boris Mersson -
Fernand Mertens -
Hardy Mertens -
Theodore Mesang -
Olivier Messiaen -
Georg Meßner -
Karl Messner -
Henri Mestrez -
Freek Mestrini -
Paul Mestrozi -
Leon Metcalf -
Arthur Meulemans -
Piet A. van Mever -
Franz Josef Meybrunn -
Erik Meyer-Helmund -
Richard Meyer -
Giacomo Meyerbeer -
Jan Meyerowitz -
Miguel C. Meyrelles -
Peter Michaelides -
Arthur J. Michaels -
Donal R. Michalsky -
Jean-François Michel -
Ferruccio Michelini -
John William Middendorf -
Hans Mielenz -
Georges Migot -
Mariano San Miguel -
Jiro Mikami -
Minoru Miki -
Kerry Milan -
Dwayne S. Milburn -
Friedrich Milde -
Gene F. Milford -
Darius Milhaud -
Jack Millar -
Charles Miller -
Edward Jay Miller -
Frederick S. Miller -
Hiram C. Miller -
Lewis Miller -
Malloy Miller -
Ralph Miller -
Karl Millöcker -
Marius Millot -
Anthony Milner -
Leo Mimmler -
Hiroaki Minami -
Satoshi Minami -
Charles Minelli -
Augustus Minker -
Stef Minnebo -
Ronaldo Miranda -
Karel Miry -
Eiichi Misawa -
Fritz Mischlinger -
Joshua Missal -
Jean Marie Missud -
Akira Mitake -
Anthony A. Mitchell -
Ian L. Mitchell -
Lyndol Mitchell -
Rex Mitchell -
Hideaki Miura -
Akira Miyagawa -
Haruna Miyake -
Kazuto Miyazawa -
Akira Miyoshi -
Shuko Mizuno -
Nikolaj Mjaskovski -
James Mobberley -
Ilan Mochiach -
Hans Moeckel -
Ronald L. Moehlman -
Julius Möllendorf -
Carl Christian Møller -
Gunner Møller Pedersen -
Azer Moenaert -
Léon Moeremans -
Jos Moerenhout -
Gustaf Moerman -
Hendrik Moerman -
Jules Moerman -
Pieter Moerman -
Prosper Moerman -
Martin Mösl -
Robert Moevs -
DeLoyce Moffitt -
Michael A. Mogensen -
Richard Mohaupt -
Philipp Mohler -
Gosling Mol -
Pieter Jan Molenaar -
José Molina Comino -
José Francisco Molina Pérez -
Allen Molineux -
Johann Melchior Molter -
Tom Molter -
Kuno Graf von Moltke -
José Pablo Moncayo García -
Vicente Moncho -
Lionel Monckton -
Maurice E. Monhardt -
Kors Monster -
Angelo Montanari -
Umberto Montanaro -
Paul Montavon -
Ángel Antonio Montes Abalde -
Xoán Montes Capón -
Eduardo Montesinos Comas -
Edward E. Montgomery -
Xavier Montsalvatge -
David Moore -
Donald I. Moore -
Dorothy Rudd Moore -
Douglas Stuart Moore -
Earl V. Moore -
J. David Moore -
Joan Lluís Moraleda -
Erik Morales -
Nico Muhly -
Pedro Morales Muñoz -
Constant Moreau -
Acácio Aires Moreira da Silva -
François Morel -
Bertrand Moren -
Abel Moreno Gómez -
Josep Moreno Gans -
Francisco Javier Moreno Ramos -
Federico Moreno Torroba -
Mariano Mores -
Oscar Moret -
David Robert Morgan -
David Sydney Morgan -
Robert Morgan -
Kazuhiro Morita -
Edvard Moritz -
Friedel Moritz -
Jan Morks -
Francesco Morlacchi -
Giorgio Moroder -
Ennio Morricone -
Dexter Morrill -
Haydn Morris -
Robert Daniel Morris -
Samuel Morris -
John Joseph Morrissey -
Charles Geoffrey Morrow -
Werner Morscher -
Robert Gorham Morse -
Ivo Mortelmans -
Lodewijk Mortelmans -
Jan W. Morthenson -
Harry Mortimer -
John Glenesk Mortimer -
Richard Moryl -
Ernst Mosch -
Friedrich Moser -
Karl Moser -
Karl Mosheimer -
Angelo Mosiello -
Earl M. Moss -
John Moss -
Moritz Moszkowski -
Hubert Motay -
David Mott -
Clément Mougeot -
Raymond Moulaert -
Walter Mourant -
Jean-Joseph Mouret -
Ruud Mourik -
William Moylan -
Karl Mühlberger -
Albert Müller -
Alwin Müller -
Arno Müller -
Erwin Müller -
Florian Mueller -
Frederick A. Mueller -
Hans Müller -
Hugo Müller -
Johann Müller -
Johann Heinrich Müller -
József Müller -
Karl-Friedrich Mueller -
Matthias Müller -
Rolf-Hans Müller -
Willy Müller -
Volkmar Müller-Deck -
Willy Müller-Medek -
Jan Mul -
Justin Muldermans -
Karel Muldermans -
Dominic Muldowney -
Jacob Muller -
Thierry Muller -
Rafael Mullor Grau -
Traugott Munkelt -
Vicente Muñoz García -
Vano Muradeli -
José Angel Murillo Arce -
Don Muro -
Lyn Murray -
Paul A. Murtha -
Thea Musgrave -
Willard Isaac Musser -
Luigi Musso -
Samuel J. Mustol -
Ralph D. Mutchler -
Gerbert Mutter -
Victor Petrus Ludovicus Muyldermans -
Roger Muylle -
William H. Myddleton -
David Myers -
Francis A. Myers -
Theldon Myers -
Masato Myokoin -
Gerald Myrow -
Josef Myrow

## N
Yutaka Nabeshima -
Nicolas Nabokov -
Jozef Nachtergaele -
Kenshi Nagai -
Keisaku Nagano -
Jun Nagao -
Masayuki Nagatomi -
Franz Nagel -
Albert Nagele -
Paul Nagle -
Robert Nagle -
Russell Nagy -
Jun'ichi Naito -
Yoshinao Nakada -
Toshio Nakagawa -
Tatsuhiko Nakahara -
Yoshio Nakahashi -
Masakuni Nakamoto -
Hitoshi Nakamura -
Keijiro Nakamura -
Noriko Nakamura -
Ryuichi Nakamura -
Shigenobu Nakamura -
Toru Nakamura -
Shinpei Nakayama -
Camillo De Nardis -
Rika Narimoto -
Tsutomu Narita -
Luis González Ñarro -
Gary Powell Nash -
Goro Natori -
Shoko Natsuda -
Johann Friedrich Naue -
Jérôme Naulais -
Siegfried Naumann -
Jelle Nauta -
Pedro Navarro Jr. -
Óscar Navarro González -
Hiroshi Nawa -
Lelo Nazário -
Marianne der Nederlanden -
Larry Neeck -
Clint Needham -
Jacques-Antoine-Baptiste Neerman -
Francesco Paolo Neglia -
Alois Neidhardt -
Heinrich August Neithardt -
Heinrich Gottlieb Neithardt -
Václav Nelhýbel -
Oliver Nelson -
Ron Nelson -
Ondřej Němec -
Alberto Nepomuceno -
Jan van Nerijnen -
Jan Křtitel Jiří Neruda -
Viktor Ernst Nessler -
Sammy Nestico -
Joseph Nesvadba -
Fritz Neuböck -
Albert Neudel -
Carl Neudel -
Fritz Neukomm -
Elmar Neulinger -
Carl Neumann -
Sepp Neumayr -
João Neves -
Pio Carlo Nevi -
Ethelbert Nevin -
Kent Newbury -
John T. Newcomer -
Alfred Newman -
Jonathan Newman -
Theodore Newman -
John D. Newsome -
Roy Newsome -
Ernest Newton -
Rodney Newton -
Arthur Ney -
Nico Neyens -
Frederik Neyrinck -
James Niblock -
Joseph Weston Nicholl -
Alfons Nicolaï -
Denis Nicolas -
René Nicolas -
Umberto Nicoletti -
Lennie Niehaus -
Hermann Nielebock -
Adolf Kristoffer Nielsen -
Carl Nielsen -
Kai Nielsen -
Herbert Nieswandt -
Tokuhide Niimi -
Johan Nijs -
Edward B. Nilsen -
Bo Nilsson -
Torsten Nilsson -
Pierre Nimax sr. -
John Nimbly -
Vincent Daniel Nirella -
Akira Nishimura -
Yukiko Nishimura -
Jun Nishino -
Otto Nitze -
Naomi Niu -
Lucien Niverd -
Roger Nixon -
Kurt Noack -
Walther Noack -
Kiyoshi Nobutoki -
Teruyuki Noda -
Ichiro Nodaira -
Hudson Nogueira -
Norbert Nohe -
Wilhelm Nolte -
Masanori Nomura -
Mitsuo Nonami -
David Noon -
Wilhelm Friedrich Norbisrath -
Kevin Norbury -
Stig Nordhagen -
Arne Nordheim -
Per Nørgård -
Günter Noris -
Larry Norred -
Michael Norris -
Michael John Norris -
Erik Norström -
Alex North -
Douglas Nott -
Rudolf Nováček -
Michele Novaro -
Claudine Novikow -
Johann Novotný -
Jerry Nowak -
Feliks Nowowiejski -
Norbert Nozy -
Attilio Nuti -
Frank Nuyts -
Gaston Nuyts -
Morine A. Nyquist -
Knut Nystedt

## O
Heinrich Oberortner -
Prokop Oberthor -
Rudolf Obruča -
Siegfried Ochs -
Anders Ørbæk -
Klaus Østby -
Johann Österreicher -
Carl Oestreich -
Tolga Zafer Özdemir -
Hisao Ogawara -
Roh Ogura -
Jayce John Ogren -
Hiroshi Oguri (Ohguri) -
Satoshi Ohmae -
Mika Oishi -
Hiroshi Okada -
Yoshikuni Okada -
Teiichi Okano -
Shawn E. Okpebholo -
Hajime Okumura -
Sean O'Loughlin -
Joseph Olivadoti -
Daniel Oliveira -
Alessio Olivieri -
Ricardo Olmos Canet -
Ole Olsen -
Kees Olthuis -
Charles O'Neill -
Satoru Onuma (Oonuma) -
Satoshi Onuma -
Erich Opitz -
Wayne Oquin -
Len Orcino -
James Ord Hume -
John O'Reilly -
Ben-Zion Orgad -
Eiko Orita -
Rafael Oropesa Clausín -
Pedro Orozco González -
Buxton Orr -
Juan Orrego-Sales -
Giovanni Orsomando -
Hans Orterer -
William Ortiz-Alvarado -
Ernest W. Ortone -
Leif G. Orvan -
Edward Ory -
Tonny Osaer -
Chester Gorham Osborne -
Max Oscheit -
Donald Osgood -
Michiru Oshima -
Leroy Osmon -
Nuno Osório -
Glenn Osser -
Eric Osterling -
Eurydice V. Osterman -
Acton Eric Ostling -
Leroy Ostransky -
Atsutada Otaka -
Daniel Ott -
David Ott -
Joseph Henry Ott -
Rogier van Otterloo -
Willem van Otterloo -
Karel Otto -
Leo Ouderits -
Cristóbal Oudrid y Segura -
Nikola Leonard Ovanin -
Graham T. Overgard -
William Owens -
Etienne Ozi

## P
Alois Pachernegg -
Tadeusz Paciorkiewicz -
Rainer Padberg -
José Padilla Sánchez -
Karol Pádivý -
Ferdinando Paër -
Jules Painparé -
Johan Frederik Pala -
Julián Palanca Masiá -
Louis Salvador Palange -
Manuel Palau Boix -
Hermann Pallhuber -
Catharina Palmér -
Robert Glenn Palmer -
Robert Moffat Palmer -
Alfredo Palombi -
Giuseppe Pando -
Frank Panella -
Louis Panella -
Robert Major Panerio sr. -
Carter Pann -
Martino Pannocchia -
Antonio Pantión Pérez -
Jorma Panula -
Frank Pappajohn -
Joseph Pappas -
Malcolm C. Pappin -
Martti Parantainen -
Gen Louis Parchman -
Gabriel Parès -
Jimmy Paresco -
Soo-Hyun Park -
Charles Wesley Parker -
Philip Parker -
Albert Parlow -
Herman M. Parris -
Kurt Pascher -
Gustavo Pascual Falcó -
José Rafael Pascual Vilaplana -
Gregory Pascuzzi -
Luis Pasquet -
Ramón Pastor Gimeno -
Carmine Pastore -
Iván Patachich -
Andy Patterson -
Paul Patterson -
Edmund Patzke -
Jiří Pauer -
Anton Pauker -
Ernst Julius Paul -
Heinz Dieter Paul -
Anton Paulik -
Edward Taylor Paull -
John Paulson -
Joseph Paulson -
Karl Freiherr von Paumgarten -
Karl Pauspertl -
Maurice Pauwels -
Jan Pavel -
Jan Pavlis jr. -
Jan Pavlis sr. -
Steven Paxton -
Robert Payer -
Charles Payne -
John P. Paynter -
Jakob Mathias Pazeller -
Andrew Pearce -
Bruce Pearson -
Robert H. Pearson -
Russel James Peck -
Joseph Peckham -
Hermann Pecking -
József Pécsi-Prichystal -
Florian Pedarnig -
Flor Peeters -
Marcel Peeters -
Bertrand Peigné -
Rik Pelckmans -
Jaroslav Pelikán -
Adrien Pellegrin -
Francesco Pellegrino -
Carlos Pellicer Andrés -
Esteban Peña Morell -
Krzysztof Penderecki -
Jef Penders -
Manuel Penella Moreno -
William Albert Penn -
Giovanni Pennacchio -
John Pennington -
Robert Pensch -
Ernst Pepping -
Pascual Pérez Choví -
Miguel Pérez Díaz -
Vicente Pérez Esteban -
Camilo Pérez Laporta -
Camilo Pérez Monllor -
Evaristo Pérez Monllor -
Aurelio Pérez Perelló -
Juan Pérez Ribes -
Antonio Pérez Verdú -
José Pérez Vilaplana -
Giovanni Battista Pergolesi -
Helen Perkin -
Frank S. Perkins -
George Perle -
Daniel Perlongo -
Klemens Perner -
André Pernet -
Pietro Pernice -
Eugenio Perolini -
Alessandro Peroni -
Aaron Perrine -
Julia Amanda Perry -
Zenobia Powell Perry -
Vincent Persichetti -
Louis-Luc Loiseau de Persuis -
Alwin Peschke -
Oscar Peterson -
Stan Pethel -
Ferdinand Petr -
Zdeněk Petr -
Errico Petrella -
Andrej Pavlovitsj Petrov -
Mauro Petrucci -
Shabtai Arieh Petrushka -
William E.M. Pettee -
August Petzmann -
Paul Peuerl -
Johann Christoph Pezel -
Walter Pfeuffer -
Hans Pfitzner -
Karl Pfortner -
Anne Danican Philidor -
Roy Phillippe -
Burrill Phillips -
Donald Phillips -
Joseph C. Phillips jr. -
Montague Fawcett Phillips -
Peter Phillips -
Richard Phillips -
Phoon Yew Tien -
Sebastián Piana -
Giuseppe Piantoni -
Albert R. Piato -
Ástor Piazzolla -
Ermano Picchi -
Niccolò Piccinni -
Claude Pichaureau -
Ernst Pichler -
John Pickard -
Tobias Picker -
Josef Pičman -
Miguel Picó Biosca -
Bart Picqueur -
Johann Gottfried Piefke -
Rudolf Piefke -
René Pieper -
Eseld Pierce -
Gabriel Pierné -
Leopoldo Pieroni -
Frank A. Piersol -
Guillaume Pihet -
Henk Pijlman -
Friedrich Piket -
Johann Pilles -
José Alberto Pina Picazo -
Al Pinard -
Theodor Pinet -
Daniel Pinkham -
Matthias Pintscher -
Werner Pirchner -
Carlo Pirola -
Monte Keen Pishny-Floyd -
Paul Amadeus Pisk -
René Pisters -
Walter Piston -
Giuseppe Ottavio Pitoni -
Regina Pitscheneder -
Josef Pitschmann -
Elizabeth Hayden Pizer -
Carlo Alberto Pizzini -
Robert Planel -
Robert Jean Julien Planquette -
Mani Planzer -
Anton Plate -
Kenneth Platts -
Koen Pletinckx -
Ignaz Pleyel -
Frank Pleyer -
Anthony Plog -
Gottfried Plohovich -
Josef Eduard Ploner -
James D. Ployhar -
Wilhelm Pochmann -
Alex Poelman -
Franz Pollak -
Olivier Pols -
Ian Polster -
Jos Pommer -
Jean-Pierre Pommier -
Amilcare Ponchielli -
Julien Pondé -
Géza Pongrácz -
Ted Ponjee -
Juan Pons Server -
Luctor Ponse -
Geoffery Poole -
Reid Poole -
Marcel Poot -
Todor Popov -
Francis Popy -
Quincy Porter -
Kim Portnoy -
Anne Posthumus -
Harold Pottenger -
Archibald James Potter -
Joseph Potužník -
Simon Poulain -
Francis Poulenc -
Kit Powell -
Mel Powell -
Morgan Powell -
Thomas James Powell -
Teobaldo Power y Lugo-Viña -
Michael Praetorius -
Paul Prager -
Helmut Prago -
Stephen Philip Pratt -
Jindřich Praveček -
Jean Preckher -
Ferdinand Preis -
Harry Prendiville -
Jacques Press -
William Henry Presser -
Hermann Markus Pressl -
Armand Preud'homme -
Bruce Preuninger -
Arthur Prévost -
Velino M. Preza Castro -
Richard Maldwyn Price -
Josef Prichystal -
Dorothy Priesing -
Daniel Price -
John Elwood Price -
Heinrich Proch -
Louis Prodhomme -
Adam Prohászka -
Sergej Prokofjev -
Anna Amalia van Pruisen -
Frederik Willem Nicolaas Albert van Pruisen -
Augusta van Pruisen -
Frederik Willem III van Pruisen -
Frederika Louise Wilhelmina Marianne Charlotte van Pruisen -
Philippina Charlotte van Pruisen -
Arthur Pryor -
Alfredo Pucci -
Salvatore Pucci -
Giacomo Puccini -
Joel Puckett -
Charles Puerner -
Mariano Puig Yago -
Kevin Puts -
Marco Pütz -
Lorenzo Pusceddu -
Francis Johnson Pyle

## Q
Qu Xiao-Song -
Johann Joachim Quantz -
Pasquale Quatrano -
Charles Queener -
Christophe Quéval -
Jean-René Quignard -
Howard L. Quilling -
Roger Quilter -
James Joseph Quinn -
Santiago Arnaldo Quinto Serna -

## R
Henri Rabaud -
Folke Rabe -
Sébastien Rabiller -
Ferdinand Radeck -
Joachim Raff -
John Rahn -
Heribert Raich -
Priit Raik -
Justin Raines -
David Rakowski -
Stuart Raleigh -
Harry H. M. Ramakers -
Hubert Rambach -
Emil Rameis -
Jürgen Ramin -
Armando Ariel Ramírez Marín -
Primož Ramovš -
Asca Rampini -
Eugene C. Ramsdell -
Shulamit Ran -
Ture Rangström -
György Ránki -
Alan Raph -
Hermann Rappel -
Francesco Raselli -
Luigi Rattaggi -
François Rauber -
Elisabeth Raum -
Jacob Rauscher -
Einojuhani Rautavaara -
Dick Ravenal -
Enrique Raxach -
Gardner Read -
Thomas L. Read -
Paul Reale -
August Reckling -
Wilhelm Friedrich Graf von Redern -
Robert Redhead -
Jean-François Redouté -
Alfred Reed -
H. Owen Reed -
Nancy Binns Reed -
Jay C. Rees -
David Wallace Reeves -
Max Reger -
Franz Regli -
Hermann Regner -
Kurt Rehfeld -
Josef Řehoř -
Maurice Reichard -
Johann Gottfried Reiche -
John Reid (Amerikaan) -
John Reid (Schot) -
Sarah Reid -
Santiago Reig Pascual -
Antonín Rejcha -
Jacobus Andreas Reijnhoudt -
Alwin Reindel -
Carl Reinecke -
Steven Reineke -
Karel Reiner -
Hans Reinhardt -
Rudolf Reinhardt -
Wolfgang Reinhardt -
Franz Reinl -
Álvaro Reis -
Louis Reisacher -
Rudolf Reisner -
Tibor Reisner -
Carl Gottlieb Reißiger -
Friedrich August Reißiger -
Fritz Reitz -
William Relton -
Francisco Relva Pereira -
Rudolf Renggli -
Wolf Renz-Herzog -
José Luis Represas Carrera -
Felix Resch -
Walter Rescheneder -
Ottorino Respighi -
Francis Eugene Resta -
Fritz Reuter -
Jacques Revaux -
Jean-Pierre Revoil -
Juan José Revueltas Colomer -
Silvestre Revueltas -
Harley Rex -
Ernest Reyer -
Verne Reynolds -
Franz Rezek -
Emil Nikolaus von Rezniček -
Timothy Rhea -
Rhené-Baton -
Hans-Joachim Rhinow -
William E. Rhoads -
Max Rhode -
Phillip Rhodes -
Samuel Rhodes -
Seán Ó Riada -
Melvin H. Ribble -
Douglas Richard -
Raymond Richard -
Goff Richards -
Joseph John Richards -
Norman Richardson -
Willy Richartz -
Carl Arthur Richter -
Franz Richter Herf -
Josef Karl Richter -
Marga Richter -
Frederick Joseph Ricketts -
Randolph R. Ricketts -
Manuel Rico Gómez -
Santiago Rico -
Reginald Clifford Ridewood -
Lothar Riedinger -
Wallingford Riegger -
Henri-Joseph Rigel -
Knudåge Riisager -
Cornelius Herminus Rijke -
Jos Rijken -
Drake Rimmer -
William Rimmer -
Nikolaj Rimski-Korsakov -
Christian Heinrich Rinck -
Andrew Rindfleisch -
Jörg Ringgenberg -
Adi Rinner -
Winfield Scott Ripley -
Jaime Francisco Ripoll Martins -
João Guilherme Ripper -
Oreste Riva -
Richard De La Riva -
Emilio Rivela -
Luis Rivera González -
Josef Rixner -
Jacques Rizzo -
Charles Roberts -
Stephen Roberts -
Earl Robicheaux -
Ian Robinson -
Alfred George Robyn -
William Robyn -
Winfried Roch -
George Rochberg -
Charles Rockwell -
Johann Gottfried Rode -
Willy Rodel -
Guy Rodenhof -
Richard Rodgers -
Joaquín Rodrigo Vidre -
Nicole Rodrigue -
Robert Xavier Rodríguez -
Anton Röllin -
Herman Roelstraete -
Kris Roemers -
Julius Röntgen -
František Antonín Rössler -
Alois Röthlin -
Edouard Roethlisberger -
Roger Roger -
Bernard Rogers -
R. Mark Rogers -
Rodney Rogers -
Walter Bowman Rogers -
Fernand Rogister -
Lorenz Rohde -
Geny Rohner -
Ramón Roig Torné -
Mario Roig Vila -
Walter Rolfe -
Robert Rollin -
Thomas H. Rollinson -
Sigmund Romberg -
Antonio Romeo -
Elena Romero Barbosa -
Rob Romeyn -
Charly Roncat -
Daniel Ronget -
Jan Rokus van Roosendaal -
Thomas Root -
Cyril Bradley Rootham -
Joseph Guy Ropartz -
Artturi Rope -
Ned Rorem -
Jan Ros -
José Santos Rosa -
Juventino Rosas Cadenas -
Ney Rosauro -
Jerome Rosen -
George M. Rosenberg -
Hilding Rosenberg -
David C. Rosenboom -
Monroe H. Rosenfeld -
Steven L. Rosenhaus -
George Rosenkrans -
Anton Rosenkranz -
Friedrich Rosenkranz -
Arnold Rosner -
Walter Begtol Ross -
Gustavo Rossari -
Frederick Rosse -
Gioacchino Rossini -
Albert Rossow -
Patrick Roszell -
Nino Rota -
Philip Rothman -
Claude-Joseph Rouget de l'Isle -
Claude Joseph Rouget de Lisle -
Christopher Rouse -
Steve Rouse -
Nicolas Roussakis -
Elena Roussanova Lucas -
Albert Roussel -
Howard Rowe -
Edwin Roxburgh -
Paul Royer -
Josef Richard Rozkošný -
José Rozo Contreras -
Miklós Rózsa -
Pál Rózsa -
Edmund Rubbra -
Paul Alfred Rubens -
Hilarion Rubio y Francesco -
Attilio Rucano -
Alexandre Rudajev -
Gregory B. Rudgers -
Rolf Rudin -
Theo Rüdiger -
Fernand Ruelle -
Georg Rüssmann -
Carl Rütti -
Pietro Ruggeri -
Emil Ruh -
Nicolás Ruiz Espadero -
Robert W. Rumbelow -
Siegfried Rundel -
Arne Running -
Viktor Sergejevitsj Runov -
Axel Ruoff -
Harold W. Rusch -
Armand Russell -
Tadd W. Russo -
William Russo -
Arnold Rust -
Friedrich Wilhelm Rust -
Florent Leonard Ruyssinck -
Arnošt Rychlý -
Sam Rydberg -
Joseph Ryelandt -
Hans Rytterkvist

## S
Gustav Sabac-el-Cher -
Enrico Sabatini -
Patrick Peter Sacco -
Ernst Sachse -
Shigeaki Saegusa -
Harald Sæverud -
Karl Safaric -
Vincent Frank Safranek -
Arnold Safroni-Middleton -
Stellan Sagvik -
Toshihiko Sahashi -
Michael Sahl -
Floyd J. Saint Clair -
Richard Saint Clair -
Camille Saint-Saëns -
Takanobu Saito -
Ushimatsu Saito -
Tomáš Sak -
Itaru Sakai -
Takamasa Sakai -
Masahiro Sakata -
Francis Salabert -
Kathryn Salfelder -
Jorge Salgueiro -
David Saliman-Vladimirov -
Aulis Sallinen -
Georgi Salnikov -
Matilde Salvador Segarra -
Rolf Werner Salzmann -
Ignacio Sánchez Navarro -
Pablo Sánchez Torella -
Ginés Sánchez Torres -
Bernabé Sanchís Sanz -
Vicente Sanchís Sanz -
Robert Levine Sanders -
Felicia Sandler -
Sven-David Sandström -
Margherita Sanfilippo -
Josef Sangl -
Charles Sanglear -
Luis Sanjaime Meseguer -
José Joaquín Sanjuán Ferrero -
Juan Franciso Sanjuán Rodrigo -
Pedro Sanjuán Nortes -
Mariano San Miguel Urcelay -
Vicente Sanoguera Rubio -
Lucio San Pedro -
Jesús Santandreu -
William Henry Christian Santelmann -
William F. Santelmann -
Rodrigo Alfredo de Santiago -
Jonathan Santore -
Enrique Santos -
Rick van Santvoord -
Valeri Ibrahimovitsj Saparov -
Jerzy Sapieyevski -
István Sárkőzy -
Heinrich Saro -
Bernard Sarrette -
Miguel Àngel Sarrió Nadal -
David P. Sartor -
László Sáry -
Chosuke Sato -
Aram Movsejevitsj Satunc -
Friedrich Satzenhoven -
Richard L. Saucedo -
Walter B. Saul -
Manuel Saumell -
Catherine Sauvage -
Louis Saverino -
Domenico Savino -
Joseph Rudolph Sawerthal -
Václav Hugo Sawerthal -
Richard S. Saylor -
Charles Sayre -
Berado Sbraccia -
Francesco Maria Scala -
A. Louis Scarmolin -
Aristide Carlo Scassola -
J. Mark Scearce -
Peter Kleine Schaars -
Anton Schabl -
Johannes Schade -
Hans Schadenbauer -
Hermann Schäfer -
William Schaefer -
Willis Schaefer -
Don Schaeffer -
Heinrich Schäffer -
Franz Schaffranke -
Hilger Schallehn -
Franz Scharoch -
John Schaum -
Pi Scheffer -
Franz Scheibelreither -
Samuel Scheidt -
Karl Schell -
Michael Schelle -
Emil Schenk -
Adolf Scherzer -
Eduard Scherzer -
Friedrich Schick -
Peter Schickele -
Lalo Boris Schifrin -
Kurt Schild -
Theodor Franz Schild -
Walter Schild-Schnyder -
Hans Ludwig Schilling -
Emile Schillio -
Louis Alexander Balthasar Ludwig Schindelmeisser -
William Joseph Schinstine -
Rolf Schirmer -
Errol Schlabach -
Irving Schlein -
Richard Schlepegrell -
Ludwig Schlögel -
Gert Schlotter -
Peter Schmalz -
Franz Schmid -
Hans Schmid -
Karl Schmidinger -
Hans Schmidt -
Hermann Schmidt -
William Schmidt -
Camille Schmit -
Florent Schmitt -
Michael Schmittroth -
Helmut Schmitzberger -
Albert D. Schmutz -
Peter Schneeberger -
Rolf Schneebiegl -
Friedrich Schneider -
Georg Abraham Schneider -
Hans Schneider -
Hans Schneider -
Hans Schneider -
Hermann Josef Schneider -
Manfred Schneider -
Willy Schneider -
Walter Schneider-Argenbühl -
Hardy Schneiders -
Wilfried Schnöke -
Willy Schobben -
Maurice Schoemaker -
Arnold Schönberg -
Heinz Schoenenberger -
Karl Schönfeldinger -
Max Schönherr -
Gerhard Scholz-Rothe -
Kees Schoonenbeek -
Willy Schootemeijer -
Freek H. Schorer -
Fritz Schori -
Albert Schorno -
Johann Schrammel -
Alexander Schreiner -
Geert Schrijvers -
Friedrich Schröder -
Martin Schröder -
William A. Schroeder -
Hermann Schröer -
Léopold Schroeven -
Rudolf Schrumpf -
Edmund Schücker -
Willy Schütz-Erb -
Bernard Schulé -
Ervín Schulhoff -
Gunther Schuller -
William Schuman -
Richard Schumann -
Fritz Schuppisser -
Hermann Schwander -
Joseph Schwantner -
Walter Schwanzer -
Arthur Schwartz -
Elliott Schwartz -
Gerard Schwarz -
Ira P. Schwarz -
Otto M. Schwarz -
Stephan Schwarz -
Johann Paul Ägidius Schwarzendorf -
Frans Johan Schweinsberg -
Hans Schwerzmann -
Josef Schwerzmann -
Sepp Schwindhackl -
Joseph Scianni -
Ray Sciberras -
Patrice Sciortino -
James Sclater -
Andy Scott -
James A. Scott -
William Scouton -
Peter Sculthorpe -
Frederick Preston Search -
Leslie Searle -
Oliver Searle -
Salvador Sebastiá López -
Gabriel Šebek -
Gerald John Sebesky -
András Sebestyén -
Karel Richard Šebor -
Bohuslav Sedláček -
Peter Seeger -
David Seeker -
Matilde Salvador Segarra -
Jan Segers -
Max Seidenspinner -
Josef Seidl -
Anton Seifert -
Paul Seitz -
Roland Forrest Seitz -
Robert Selig -
Adolphe Sellenick -
Josep Robert Sellés i Camps -
Frank R. Seltzer -
André Semler-Collery -
Jules Gaspard Semler-Collery -
Jules Semler-Collery -
Antonio Sendra Cebolla -
Henri Senée -
Valdemar Sequeira -
José Serebrier -
Julius Seredy -
Tibor Serly -
Giovanni Serra -
Luis Serrano Alarcón -
José Serrano Simeón -
Tokichi Setoguchi -
Nancy H. Seward -
Marek J. Seyfried -
Michael Seyfrit -
Ayatey Shabazz -
Charles Shackford -
Steve Shafer -
David Shaffer -
Paul Shahan -
Jeffrey Sharkey -
David Lewiston Sharpe -
Trevor L. Sharpe -
Jeffrey D. Shaw -
George Albert Shearing -
Robert Sheldon -
Melvin Leroy Shelton -
Bright Sheng -
Wesley Shepard -
George Dallas Sherman -
Minao Shibata -
Leroy Shield -
Daisuke Shimizu -
Osamu Shimizu -
Hifuni Shimoyama -
Makoto Shinohara -
Koh Shishikura -
Motoyuki Shitanda -
Gregory Short -
Michael Short -
Thomas V. Short -
Ronald Shroyer -
Marilyn Shrude -
Frederick Shulze -
Giusep Maria Sialm -
Jean Sibelius -
Edrich Siebert -
Rudolf Siebold -
Ludwig Siede -
Fritz Siegfried -
Elie Siegmeister -
Edmund J. Siennicki -
Willem Frederik Siep -
Roberto Sierra -
Paul Sigmund -
Francisco Signes Castelló -
Norodom Sihanouk Varman -
A. Cutler Silliman -
Alan Lee Silva -
Cayetano A. Silva -
Clementino Silva -
Hermann Silwedel -
Kenneth Denton Simmons -
Frank Simon -
Gardell Simons -
Netty Simons -
Robert Simpson -
Albert Ernest Sims -
Ezra Sims -
Lawrence Singer -
Jan Willem Singerling -
Urho Sipponen -
George Siravo -
Hampson Sisler -
Engelbert Sitter -
Anton Siuschegg -
Lars Sjösten -
Dmitri Sjostakovitsj -
Will Skaggs -
Nikolaos Skalkottas -
Craig Skeffington -
Charles Sanford Skilton -
Frank Skinner -
Yngve Sköld -
Walter Skolaude -
Walter Skolnik -
Joseph E. Skornicka -
Alexander Nikolajevitsj Skrjabin -
Josef Dominik Škroup -
Stanisław Skrowaczewski -
John Slatter -
Philip M. Slates -
Anita Sleeman -
Yngve Slettholm -
Earl Slocum -
Ernst Sloma -
Louis Slootmaeckers -
Marcel Slootmaeckers -
Jochem Slothouwer -
Henry Smart -
Egil Steinar Smedvig -
Roland Smeets -
Bedřich Smetana -
Blahoslav Smišovský -
Leo Smit -
Charles W. Smith -
Claude T. Smith -
Clay Smith -
Dean W. Smith -
Hale Smith -
Jerry Neil Smith -
Julia Frances Smith -
Larry Alan Smith -
Lawrence Rackley Smith -
Leonard B. Smith -
Rob Smith -
Robert W. Smith -
William O. Smith -
Stanley Smith-Masters -
Michael Smolanoff -
Jack Snavely -
Joseph-François Snel -
Howard Snell -
Arlin Snesrud -
Eddy Snijders -
Herman Snijders -
Kenneth M. Snoeck -
David Jason Snow -
Randall Snyder -
James Sochinski -
Johan August Söderman -
Willy Soenen -
Anders Soldh -
Pedro Étienne Solère -
Jean Pierre Solié -
Anton Othmar Sollfelner -
Marco Somadossi -
Harry Somers -
Siegfried Somma -
Øistein Sommerfeldt -
Gottfried Sonntag -
Kurt Sorbon -
Jerome Sorcsek -
Fortunato Sordillo -
Pablo Sorozábal Mariezcurrena -
Pedro Sosa López -
Harry Sosnik -
František Soukup -
André Souris -
John Philip Sousa -
Leroy Southers -
George Southwell -
Reveriano Soutullo Otero -
Emiliano Spadaccini -
Petr Spanilý -
Joseph T. Spaniola -
Philip Sparke -
Oley Speaks -
Gale Laverne Spears -
Gay Holmes Spears -
Jared Spears -
Frederick Speck -
Georg Daniel Speer -
Michael Spencer -
Walter Spieler -
Austin Spika -
Fritz Spindler -
Charles Richard Spinney -
Pasquale J. Spino -
Josef Spirk -
Mathieu Spoel -
Louis Spohr -
Gaspare Luigi Pacifico Spontini -
Georges Sporck -
Adelbert Wells Sprague -
Adolf Gustav Springer -
Franz Springer -
Anthony Spurgin -
Reto Stadelmann -
Wilhelm Anton Stärk -
Georg Stahl -
Richard Stahl -
Delaware Staigers -
John Stainer -
Petko Stainoff -
Piet Stalmeier -
Karel Filip Stamic -
Jack Stamp -
Derek Stannard -
Pavel Staněk -
Charles Villiers Stanford -
David Stanhope -
Leo Stanley -
Scott Stanton -
Eric William Stapleton -
James Staples -
Robert Starer -
Christopher Stark -
Hermann Starke -
Karel Šťastný -
Ludvík Šťastný -
F. Leslie Statham -
Donald W. Stauffer -
Ray Steadman-Allen -
Arnold Steck -
Michel-Joseph Steenebruggen -
Johann Stegfellner -
Willem Pieter Steijn -
Leon Stein -
Heinrich Steinbeck -
Jeffrey Steinberg -
Max Steiner -
William Steinohrt -
Konrad Stekl -
Frank Stemper -
Paul Albin Stenz -
David Stephen -
Henry Stern -
Michael Stern -
Robert Stern -
Manfred Sternberger -
Daniel Sternefeld -
Johannes Stert -
Bernard Stevens -
Halsey Stevens -
Ronald Stevenson -
Frank Graham Stewart -
Louis Stewart -
Robert Stewart -
Ernst Stieberitz -
Erik Stifjell -
William Grant Still -
Hans Stilp -
Hans Stilp jr. -
Stuart Stirling -
David Stock -
Karlheinz Stockhausen -
Jan Stoeckart -
Gottfried Heinrich Stölzel -
Eric Stokes -
Emil Štolc -
Siegfried Stolte -
David Stone -
Thomas Stone -
Charles Storm -
Mike Story -
Paul M. Stouffer -
Gordon Stout -
John William Stout -
Albert Stoutamire -
Newton Strandberg -
Johann Ignaz Stranensky -
Allen Strange -
Heinrich Stranner -
Herman Strategier -
Dizzy Stratford -
Richard Strauss -
Jean Strauwen -
Jules-Emile Strauwen sr. -
Pierre Strauwen -
Igor Stravinsky -
Billy Strayhorn -
Josef Strebinger -
Peter Streck -
Allan Street -
Jules Strens -
Martin Streule -
Josef Striczl -
Willem Strietman -
Erwin Strikker -
Lamar Edwin Stringfield -
Jiři Strniště -
Otto Strobl -
Carl Strommen -
Richard Stroud -
Clive Strutt -
Hugh M. Stuart -
Leslie Stuart -
Gottfried Stucki -
René Stucki -
Walter Stucki -
Steven Stucky -
Vladimír Studnička -
Norbert Studnitzky -
Bruno Stürmer -
Joseph Stuessy -
Larry L. Stukenholtz -
Joseph Hartmann Stuntz -
Hubert Stuppner -
Kurt Sturzenegger -
Jule Styne -
Joel Eric Suben -
James Sudduth -
Robert Suderberg -
Meiro Sugahara -
Isotaro Sugata -
Yasuhiko Sugino -
Koichi Sugiyama -
Josef Suk -
Arthur Seymour Sullivan -
Bruno Sulzbacher -
Yosaku Suma -
Reinhard Summerer -
Geir Sunbø -
Robert Sund -
Josép Suñer Oriola -
Armin Suppan -
Franz von Suppé -
Carlos Surinach -
Tielman Susato -
José Susi López -
Anthony Suter -
Robert Suter -
Johannes Suykerbuyk -
Eiji Suzuki -
Norio Suzuki -
Yukikazu Suzuki -
Johan Svendsen -
Georgi Vasiljevitsj Sviridov -
Oldřich Svoboda -
Tomás Svoboda -
James Swearingen -
Charles C. Sweeley -
Jan Pieterszoon Sweelinck -
Michael Sweeney -
William Sweeney -
Albert C. Sweet -
Piet Swerts -
Edwin Swift -
Richard Swift -
Eric Swiggers -
Erwin Swimberghe -
Gloria Wilson Swisher -
Hans Swoboda -
William Sydeman -
James Syler -
Boleslaw Szczeniowski -
Sándor Szeghő -
András Szentkirályi -
Friedrich Szepansky -
Erzsébet Szőnyi -
Bolesław Szulia

## T
Germaine Tailleferre -
Tsutomu Tajima -
Hiroki Takahashi -
Shin'ya Takahashi -
Toru Takahashi -
Jenő Takács -
Toru Takemitsu -
Minoru Takayama -
Rafael Taléns Pello -
Werner Taler -
Adrien Talexy -
Marco Tamanini -
Francisco Tamarit Fayos -
Geoffroy Tamisier -
Fumio Tamura -
Kumiko Tanaka -
Masaru Tanaka -
Yoshifumi Tanaka -
Kelly Tang -
Jerrè Tanner -
Paul Tanner -
Nathan Tanouye -
Alexandre Tansman -
Sepp Tanzer -
Giovanni Tarditi -
Masanori Taruya -
James L. Tarver -
Jelle Tassyns -
Phyllis Margaret Duncan Tate -
Tomohiro Tatebe -
John J. Tatgenhorst -
Willibald Tatzer -
Carlos Taveira -
Corwin H. Taylor -
John Siebert Taylor -
Les Taylor -
Matthew Taylor -
Noah D. Taylor -
Carl Teike -
Nancy Telfer -
Stefano Tempia -
Miguel Enrique de Tena Péris -
Christopher Theofanidis -
Albert Tepper -
Naoyuki Terai -
Naohiko Terashima -
José Teruel Vidal -
Karel Bernard Tesař -
Jaime Texidor Dalmau -
Mark Tezak -
Sepp Thaler -
Karl von Thann -
Moritz von Thann -
Thierry Thibault -
Charles Frederick Thiele -
Pierre Thielemans -
Ronald Thielman -
Frode Thingnæs -
Albert Thiry -
Maurice Thöni -
Charles Louis Ambroise Thomas -
Augusta Read Thomas -
Leslie Thomas -
Max Thomas -
Franz Thomasser -
Francis Thomé -
Olav Anton Thommessen -
Randall Thompson -
Virgil Garnett Thomson -
William Ennis Thomson -
Chris Thorp -
Cedric Thorpe Davie -
Francis Thorne -
Thomas W. Thurban -
Frank Ticheli -
Sake Lieuwe Tiemersma -
Harry Tierney -
Antonius Adrianus Maria Tierolff -
Frederick Tillis -
Michael Tilson Thomas -
Fernand Tinturier -
Gilbert Tinner -
Michael Tippett -
Anton Titl -
Albert Tittel -
Nehemias Tjernagel -
Theodore Moses Tobani -
Boris Ilitsj Tobis -
Ernst Toch -
Akira Toda -
Kunio Toda -
Louis Toebosch -
Zdeněk Tölg -
Richard Toensing -
Shigeo Tono -
Isao Tomita -
Henri Tomasi -
Ernest Tomlinson -
Matthew Tommasini -
Wes Tompkins -
Karel Torfs -
Michael Torke -
Enrique Torró Insa -
Idar Torskangerpoll -
Gaspar Ángel Tortosa Urrea -
Gaetano Tosi -
Francesco Paolo Tosti -
Franz Totzauer -
Colin Michael Touchin -
Bramwell Tovey -
Joan Tower -
Declan Townsend -
Douglas Townsend -
Yuzo Toyama -
Thomas Trachsel -
Gerhard Track -
Alexandre F. Travassos -
Siegfried Translateur -
David Del Tredici -
Friedrich August Trenkler -
Jean Trèves -
Josef Triebensee -
Joan Trimble -
Lester Albert Trimble -
George J. Trinkaus -
Bohumil Trnečka -
Otto Trobäck -
Erwin Trojan -
Václav Trojan -
Hubert Tropper -
Bogdan Trotsoek -
Allan Trubitt -
Charles Trussel -
Michel Trux -
Chieh Tsao -
Oscar Tschuor -
Alexander Nikolajewitsj Tsjerepnin -
Ivan Alexandrovitsj Tsjerepnin -
Semjon Tsjernetski -
Gennadi V. Tsjernov -
Pavel Tsjesnokoff -
Eisei Tsujii -
Ichitarō Tsujii -
Setsuo Tsukahara -
Masato Tsuyuki -
Monte Tubb -
Antonín Tučapský -
Terig Tucci -
Christopher Tucker -
Cornelius-Jean-Joseph Tuerlinckx -
Feike van Tuinen -
Fisher Tull -
Joaquín Turina -
Joaquín Turina Pérez -
Pierre-Joseph Turine -
Mark-Anthony Turnage -
Jess Langston Turner -
Paul Harris Turok -
Ugo Turriani -
Kit Turnbull -
Joseph Turrin -
Walter Tuschla -
Burnet Tuthill -
Erkki-Sven Tüür -
Geirr Tveitt -
René Twerenbold -
Thomas Tyra -
Jeff Tyzik -
Shing-Kwei Tzeng

## U
David A. Uber -
Budd Udell -
Michael W. Udow -
Ernst Robert Uebel -
Alfred Uhl -
František Uhlíř sr. -
Jan Uhlíř -
Ludmila Ulehla -
John Ulrich -
Carl Ludwig Unrath -
Kenjiro Urata -
Ernst Ludwig Uray -
Ernst Urbach -
Rudolf Urbanec -
Frank Urfer -
José Maria Usandizaga Soraluce -
Joseph Usifer -
Koichi Uzaki -

## V
Karel Vacek -
Vilém Vacek -
Dalibor Vačkář -
Václav Vačkář -
David van Vactor -
Ira Francis Vail -
Victoriano Valencia Rincón -
Michael Valenti -
Roberto Valera -
Andres Valero-Castells -
Andrés Valero-Castells -
Francisco José Valero-Castells -
Roberto Valera -
Gunnar Valkare -
José María Valls Satorres -
Francisco Valor Lloréns -
Jean-Philippe Vanbeselaere -
Werner Van Cleemput -
Adolf Vančura -
Othon-Joseph Vandenbroecke -
Hale Ascher VanderCook -
Jan Roelof Van der Glas -
Armand Vanderhagen -
Jozef Van der Meulen -
Jan Van der Roost -
Luther Vandross -
Jan Van Landeghem -
Julien Vannetelbosch -
Jules Van Nuffel -
René Vanstreels -
Emmanuel Vardi -
Edgar Varèse -
Pēteris Vasks -
Walter Vaterl -
José María Varela Silvari -
Sérgio de Vasconcellos Corrêa -
Ralph Vaughan Williams -
Maurice Vaute -
Béla Vavrinecz -
Diego Vega -
José de la Vega Sánchez -
Gottfried Veit -
Jaromír Vejvoda -
Pavel Josef Vejvanovský -
Consuelo Velázquez -
José Velázquez Sánchez -
Leonardo Velázquez -
Rieks van der Velde -
Fritz Velke -
Amedeo Vella -
Jan Nepomuk Vent -
Frank Leo Ventre -
Francesco Maria Veracini -
Co Vergouwen -
John Weedon Verrall -
Frans Ludo Verbeeck -
Karel Verbiest -
Renaat Veremans -
André Vergauwen -
Bartholomeus Adrianus Verhallen -
Steven Verhelst -
Johannes Verhulst -
Hans Vermeersch -
John Weedon Verrall -
Juan Vert Carbonell -
John Levin Verweire -
Alessandro Vessella -
Joseph Vézina -
Lodovico Grossi da Viadana -
Margaret Vickery -
Victoria van Saksen-Coburg-Saalfeld -
Gerard Victory -
Oscar V. Vidal i Belda -
Piero Vidale -
Karl Vigl sr. -
Karl H. Vigl jr. -
Josée Vigneron-Ramackers -
Philippe Vignon -
Jukka Viitasaari -
Markku Viitasaari -
Eligio Vila Vázquez -
Ricardo Villa González -
Heitor Villa-Lobos -
Edmundo Villani-Côrtes -
Jari Villanueva -
Miguel Villar Glea -
Charles A. Villeneuve -
Franz Villgrattner -
Max Villinger -
Domenico Villoni -
Carl Vine -
Daniele Vineis -
Gilbert Vinter -
Vladimir Petrovich Vishnevetskij -
Pedro José Viso Roger -
Daniel-André Vitek -
Amadeo Vives -
Mihail Viziru -
Allen Vizzutti -
Kees Vlak -
Jo Vliex -
Leon Vliex -
Jan van Vlijmen -
Fritz Voegelin -
Johann Christoph Vogel -
Roger C. Vogel -
Wladimir Vogel -
Friedrich Wilhelm Voigt -
Kevin Volans -
Bob Vos -
Antonín Vranický -
Pavel Vranický -
Klaas de Vries -
Guibert Vrijens

## W
Jan van der Waart -
Kaoru Wada -
Naoya Wada -
Shin Wada -
Zachary Wadsworth -
Paul Wäldchen -
Oliver Waespi -
Peter-Jan Wagemans -
Douglas E. Wagner -
Joseph Franz Wagner -
Richard Wagner -
Siegfried Wagner -
Eduard Wagnes -
André Waignein -
Johann Heinrich Walch -
Kevin Walczyk -
Guido Waldmann -
Émile Waldteufel -
Gwyneth Van Anden Walker -
William Wallace -
Morten J. Wallin -
Léon Walpot -
Jennifer Walshe -
J. Simon van der Walt -
Fried Walter -
Harold L. Walters -
Michael Walters -
William Walton -
Franz Wangermée -
Firmin Wantier -
Barry Ward -
David Ward -
Robert Ward -
Samuel Augustus Ward -
Bep Warnas -
John T. Warrington -
Robert Washburn -
Tetsuya Watanabe -
Toshiyuki Watanabe -
Urato Watanabe -
Scott Watson -
Franz Watz -
Franz Waxman -
Frank Rush Webb -
Ernest Weber -
Hans Weber -
Heinz Weber -
Helmut Weber -
Kurt Weber -
Maurice Weed -
Pierre Weemaels -
Anton Weeren -
Melle Weersma -
Stephan Weidauer -
Jeu Weijers -
Kurt Weill -
Jaromir Weinberger -
Lawrence Weiner -
John Jacob Weinzweig -
Wytze Weistra -
Dan Welcher -
David L. Wells -
Suzanne Welters -
Martin Wendel -
Marcel Wengler -
Eberhard Werdin -
Jan Werkman -
Floyd Werle -
Tadeusz Wesołowski -
Harri Wessman -
Brian West -
Øyvind Westby -
Niccolò van Westerhout -
Karl Wetaschek -
Gustave Wettge -
Paul Whear -
Jiggs Whigham -
Oliver Haydn Whigham III -
Eric Whitacre -
Kenneth George Whitcomb -
Clarence Cameron White -
Donald H. White -
Gary C. White -
Tyler Goodrich White -
Maurice Whitney -
William G Whittaker -
David Whitwell -
Ian Whyte -
Johan Wichers -
Ivar Widner -
Viktor Widqvist -
Josef Wiedemann -
Rolf Wiedemann -
Wilhelm Wieprecht -
Rob Wiffin -
Bram Wiggins -
Arthur Montague Wiggins -
Philip Wilby -
James Wilcox -
Alec Wilder -
James Wilding -
Charles Albert Wiley -
Fletch Wiley -
Frank Wiley -
Rolf Wilhelm -
Margaret Lucy Wilkins -
André Wilmet -
Steve Willaert -
George Henry Willcocks -
Alfred Willering -
Edgar Warren Williams -
Ernest Samuel Williams -
James Clifton Williams -
James Kimo Williams -
Jerry Williams -
John Towner Williams -
Kenneth S. Williams -
Leroy S. Williams -
Patrick Williams -
Malcolm Williamson -
George Willink -
Richard M. Willis -
Meredith Willson -
Brian Scott Wilson -
Dana Wilson -
Ian Wilson -
Thomas Wilson -
Roland Wiltgen -
Gerhard Winkler -
Carlton L. Winston -
Geoffrey Winter -
Frank Winterbottom -
Michael Wittgraf -
Eberhard L. Wittmer -
Juliaan Wittock -
Carl Wittrock -
Wolfgang Wössner -
Paul Woitschach -
Johannes M.A. Wolff -
Thorsten Wollmann -
Arthur Wood -
Gareth Wood -
Haydn Wood -
Jeffrey Wood -
Ray Woodfield -
Guy Woolfenden -
John Woolrich -
Adrian Woolliscroft -
Nick Woud -
Klaas van der Woude -
Gregg Wramage -
Denis Wright -
Frank Wright -
Kenneth Anthony Wright -
Hans Wübbers -
Klaus Wüsthoff -
Charles Wuorinen -
Bald Wyntin -
Rudolf Wyss

## X
Iannis Xenakis -
Wang Xi -

## Y
Masao Yabe -
Tsutae Yagi -
Satoshi Yagisawa -
Kosaku Yamada -
Hiroyuki Yamamoto -
Junnosuke Yamamoto -
Naozumi Yamamoto -
Tetsuya Yamamoto -
Masahiro Yamauchi -
Takayoshi Yanagida -
Nachman Yariv -
Akio Yashiro -
Byron Yasui -
Charles D. Yates -
Ronald Yates -
Su Han Yeh -
Benjamin Yeo -
Paul Yoder -
Peter Yorke -
Takashi Yoshimatsu -
Charles Rochester Young -
Donald Young -
Gregory Youtz -
Rocus van Yperen -
Tommy Yu -
Jōji Yuasa -
Isang Yun -
Bruce Yurko -
Vladimir Mikhailovitsj Yurovskij -
Akira Yuyama

## Z
Johannes Zaagmans -
Frank Zabel -
Francisco Zacarés Fort -
Judith Lang Zaimont -
Ivan Zajc -
Alfred Pasquale Zambarano -
Evžen Zámečník -
John S. Zamecnik -
Rudolf Zamrzla -
Hans Zander -
Riccardo Zandonai -
Luigi Zaninelli -
Frank Zappa -
Karl Zaruba -
Antonín Závodný -
John Zdechlik -
Mojmír Zedník -
Wilhelm Zehle -
Norbert Zehm -
Peter Zeipelt -
Jan Dismas Zelenka -
Carl Zeller -
Franz Zelwecker -
Jaroslav Zeman -
Emanuel Žerovnický -
Richard Zettler -
Zhang Hao-Fu -
Zhou Long -
Carl Michael Ziehrer -
Gary Ziek -
Frans Zielens -
Marilyn J. Ziffrin -
Friedrich Zikoff -
Winfried Petrus Ignatius Zillig -
Charles A. Zimmerman -
Bernd Alois Zimmermann -
Nicola Antonio Zingarelli -
Gerhard Zinke -
Franz Zita -
Nebojša Jovan Živkovič -
Patrick Zuk -
Mischa Zupko -
Ramon Zupko -
Antonín Zváček -
Ellen Taaffe Zwilich